# Setmana Santa a Llorca
La Setmana Santa de Llorca (Múrcia) és una de les més notables manifestacions populars de celebració de la Setmana Santa a Espanya, sent declarada com a festa d'Interès Turístic Internacional el 2007.
Al marge de l'existència de processons religioses a la manera tradicional, són les Desfilades Bíbliques Passionals les que caracteritzen a la Setmana Santa llorquina d'una personalitat única i diferent, amb representacions de l'Antic Testament amb la participació de cavalls, carros i carrosses d'enormes dimensions.
Els brodats en seda són també una característica destacada dels seguicis llorquins, marcats per una extraordinària rivalitat entre dos de les seves dues cofraries o pasos, el Blau i el Blanc.
Malgrat que moltes de les seves processons són més antigues, la història de les desfilades bíblico-passionals tal com es coneixen en l'actualitat es remunta a finals del segle xix.

## L'escenari de les Desfilades
Encara que algunes de les processons (les de caràcter exclusivament religiós) transcorren per diversos carrers de la ciutat, les quatre grans desfilades bíblico-passionals (Divendres de Dolors, Diumenge de Rams, Dijous Sant i Divendres Sant tenen com a escenari l'Avinguda de Joan Carles I, la via més destacada de la ciutat.
Així, es condiciona en els dies previs a la Setmana Santa amb la col·locació sobre l'asfalt d'una capa de terra que permeti el pas dels cavalls sense risc. A ambdós costats es col·loquen grades en tota la seva llargada (aprox. 600 m.). Grans focus reforcen la il·luminació de tota la via.
L'accés a aquestes graderies requereix, per les dues principals desfilades (Dijous i Divendres Sant) dels corresponents abonaments.
La decoració de les tribunes i de moltes de les balconades amb banderes blanques o blaves es complementen amb els mocadors que agiten els assistents fent que l'escenari dels festejos llorquins s'irisi amb els dos colors que protagonitzen la seva Setmana Santa.

## Les Confraries oPasos
La Setmana Santa de Llorca s'organitza entorn de sis confraries anomenades Pasos. El Pas Blanc i el Pas Blau centralitzen el protagonisme dels actes dividint en dos als llorquins en coneguts enfrontaments. Són els únics pasos que incorporen cavalls i grups bíblics en moviment.
Les Confraries de la Setmana Santa llorquina són:
- Real e Ilustre Archicofradía de Nuestra Señora del Rosario (Pas Blanc)
- Hermandad de Labradores (Pas Blau)
- Archicofradía del Santísimo Cristo de la Sangre (Pas Encarnat)
- Cofradía del Santísimo Cristo del Perdón (Pas Morat)
- Hermandad de la Curia (Pas Negre)
- Archicofradía de Jesús Resucitado

### Pas Blanc

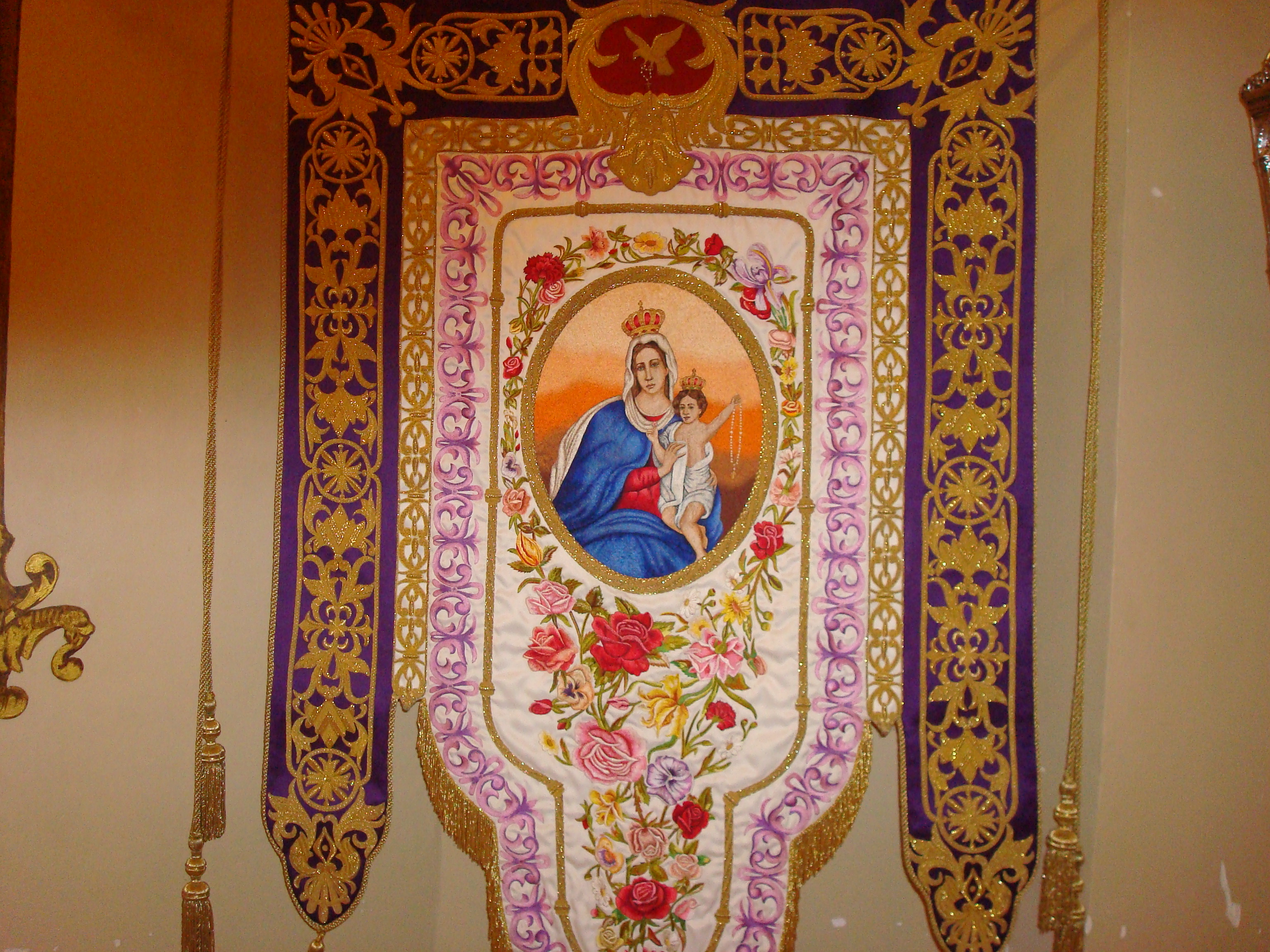
Estendard guió del Pas Blanc

Els orígens de la Real e Ilustre Archicofradía de Nuestra Señora del Rosario es remunten al segle xv, si bé els documents més antics ja en fan referència l'any 1599.
L'Hermandad es reorganitza el 1753, quan s'organitza la processó del Divendres Sant amb la participació d'imatges d'un Natzaré, Sant Joan Evangelista, Maria Magdalena i la Verònica, juntament amb les imatges de Nostra Senyora del Rosari i la Verge de l'Amargor, de Francisco Salzillo. El color del seu hàbit era llavors, morat. D'aquells anys data l'actual escut, amb una àliga que sosté un rosari sobre un fons vermell.
Aconsegueix el títol de Real per l'ingrés a la mateixa del rei Ferran VII. En el segle xix canvien el seu color pel que actualment les caracteritza i dona nom: el blanc, quan el 1852 es conforma un grup de natzarens amb aquest color dins l'Archicofradia.
Des de 1850, el Pas Blanc processiona el Diumenge de Rams, escenificant amb el Poble Hebreu, l'Entrada de Jesús a Jerusalem.
Després de la destrucció del seu patrimoni a la Guerra Civil espanyola, la nova imatge Titular de la Verge de l'Amargor s'encarregaria a José Sánchez Lozano.

### Pas Blau

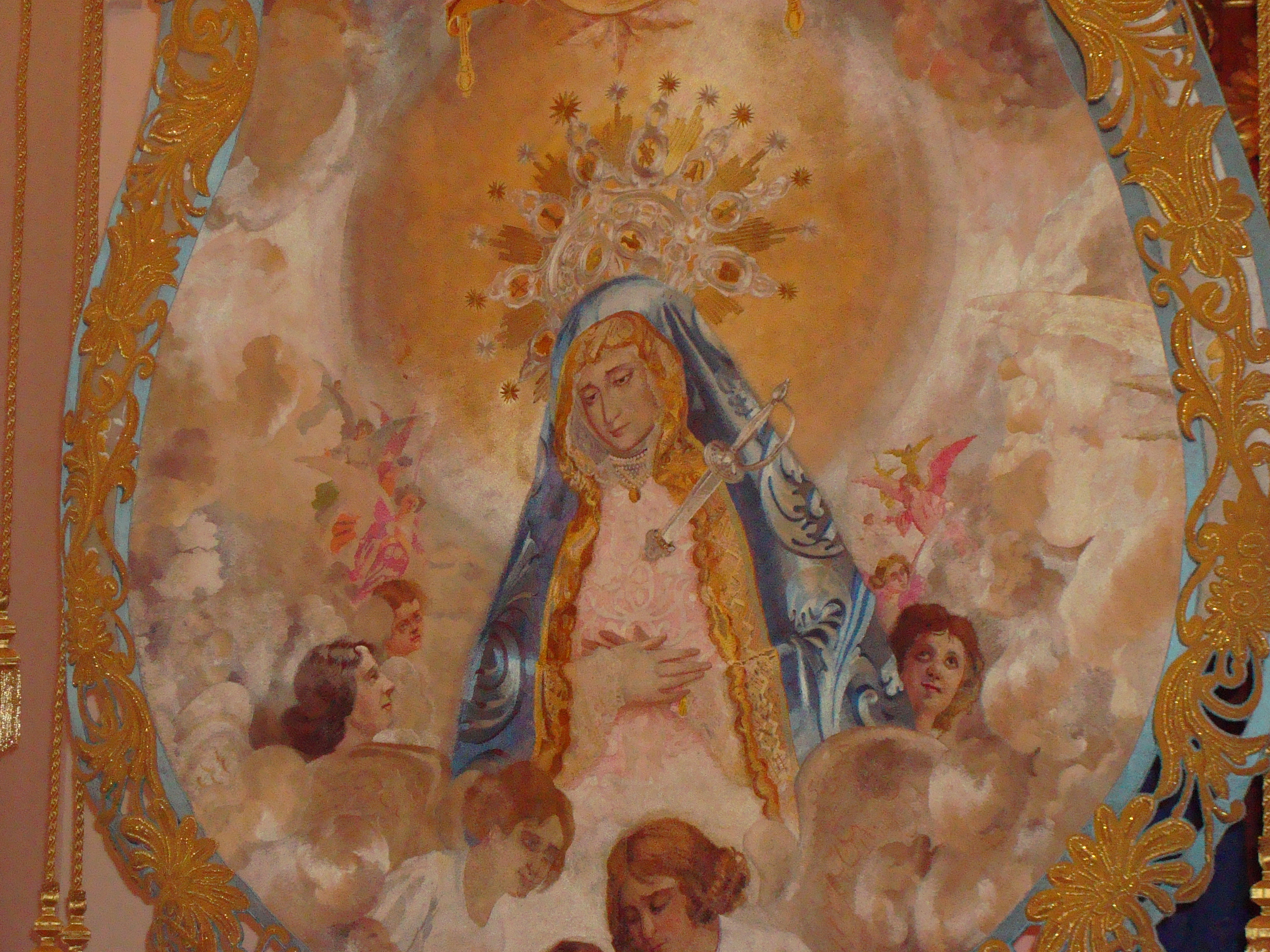
Estendard de El Reflejo

Els orígens del Pas Blau es remunten a l'Archicofradía de la Vera Cruz y Sangre de Cristo, creada en el segle xvi. L'any 1752 es té coneixement de l'anomenada Hermandad de Labradores Lorquinos, que té com a Titular a Nostra Senyora dels Dolors, amb seu en el convent dels franciscans.
Des de l'any 1800 presideix la processó del Divendres de Dolors i el 1854 es crea el Pas dels Natzarens Blaus. El 1856 comencen a incorporar brodats de gran qualitat a les processons llorquines.
Després de la desaparició durant la Guerra Civil espanyola de la seva imatge Titular, obra de l'escultor local Manuel Martínez, que datava del segle xviii, s'encarregaria l'actual imatge de la Verge dels Dolors a l'escultor José Capuz, inspirant-se en l'estendard del reflex, representació del rostre de la imatge original de la Verge.
L'emblema dels blaus és un cor travessat per un punyal.

### Pas Encarnat

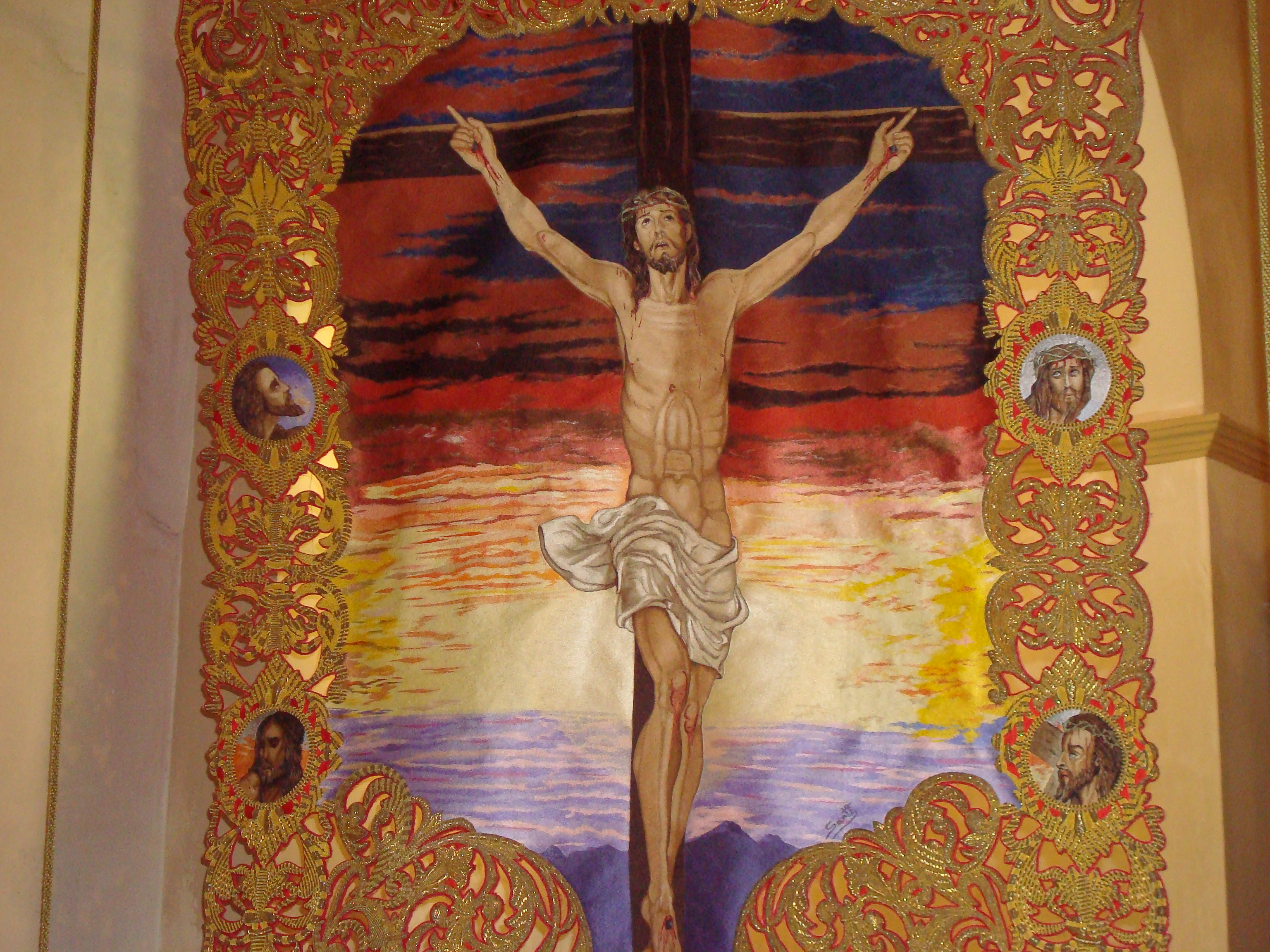
Estendard del Crist de la Sang

Es té constància de l'existència el 1555 de la Cofradía de la Santa Vera Cruz y Sangre de Cristo que processionava el Dijous Sant i que seria fundada oficialment pels franciscans el 1590.
El 1734 s'eleva el seu rang a Archicofradía, estant constituïda en el convent franciscà, on tenia capella pròpia. Durant la refundació i reorganització de confraries que tingué lloc a Llorca a mitjans del XIX s'uneix a ella l'Hermandad de Nazarenos Coloraos, fundada en el convent de San Diego, passant a tenir com a Titular un Crucificat conegut com a Cristo de los Terceros. Desapareixeria el 1904.
El 1935 torna a refundar-se en el convent de Sant Diego, organitzant per primera vegada la Processó del Silenci, a les 00:00 del Divendres Sant.
El 1940, la Archicofradía del Santísimo Cristo de la Sangre és traslladada a la seva actual seu, l'església parroquial de Sant Cristòfor. Des de 1948, el Pas Encarnat té com a imatge Titular el Crist de la Sang, talla realitzada pel valencià José Jerique.

### Pas Morat

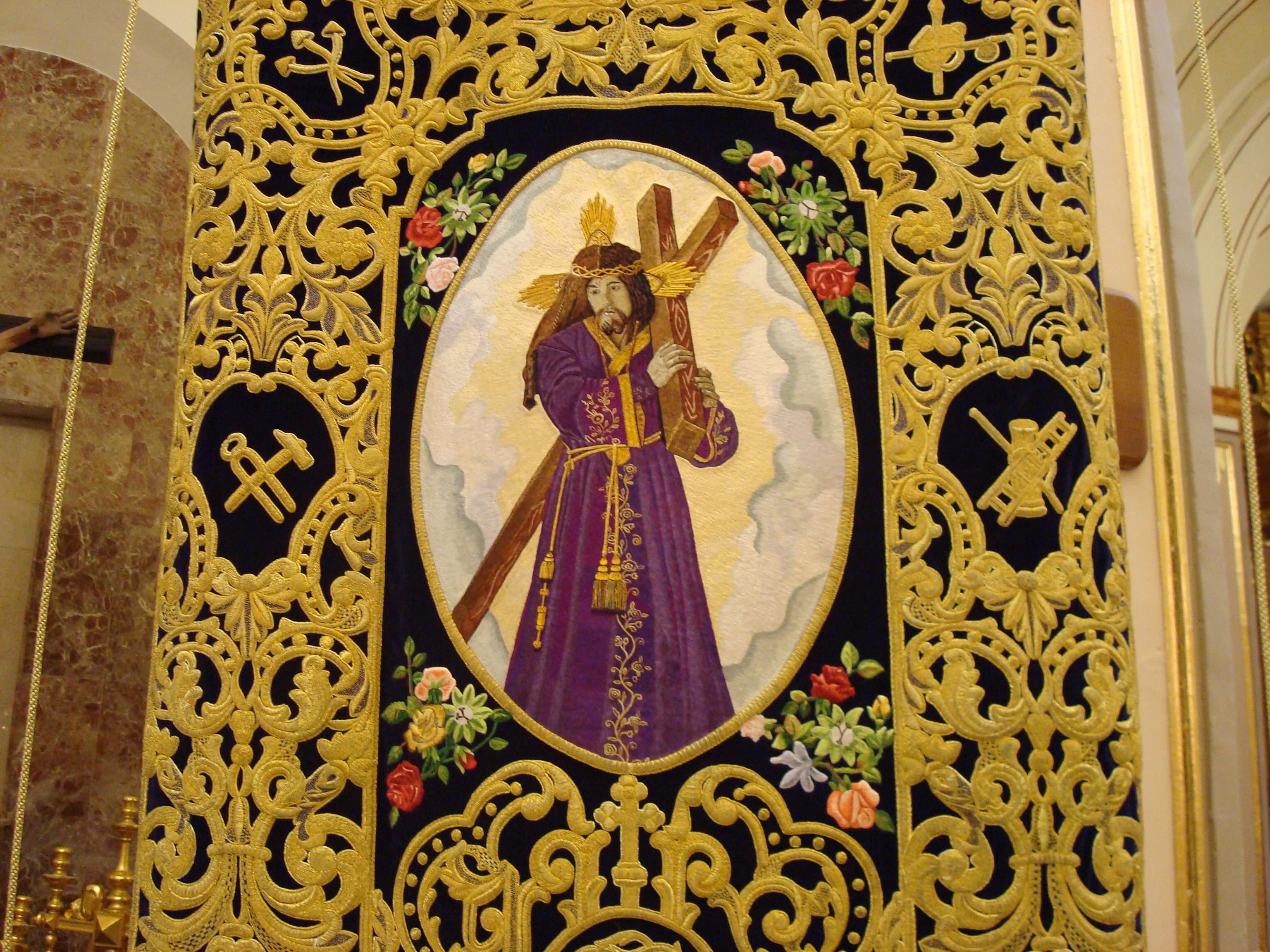
Estendard guió del Pas Morat

A inicis del segle xviii es crea una capella dedicada al Santísimo Cristo del Socorro en el convent de Sant Joan de Déu. El 1758 es fundaria una confraria que el 1779 adoptaria com a propi el color morat.
El 1800, ja com a pas de natzarens morats comença a presidir la processó de la tarda del Dijous Sant, amb la seva imatge Titular, la d'una Dolorosa y la Santa Cena, obra de Nicolás Salzillo, adquirida a la confraria murciana de Jesús el 1763.
El seu Titular passaria, amb els anys, a ser el Santísimo Cristo del Perdón, un natzaré amb la creu al damunt realitzat per Roque López el 1787.
Al marge de la seva participació en les desfilades bíblico-passionals, la Cofradía del Santísimo Cristo del Perdón, el Pas Morat, organitza el Via Crucis del matí del Divendres Sant, amb els seus característics rezaores.

### Pas Negre

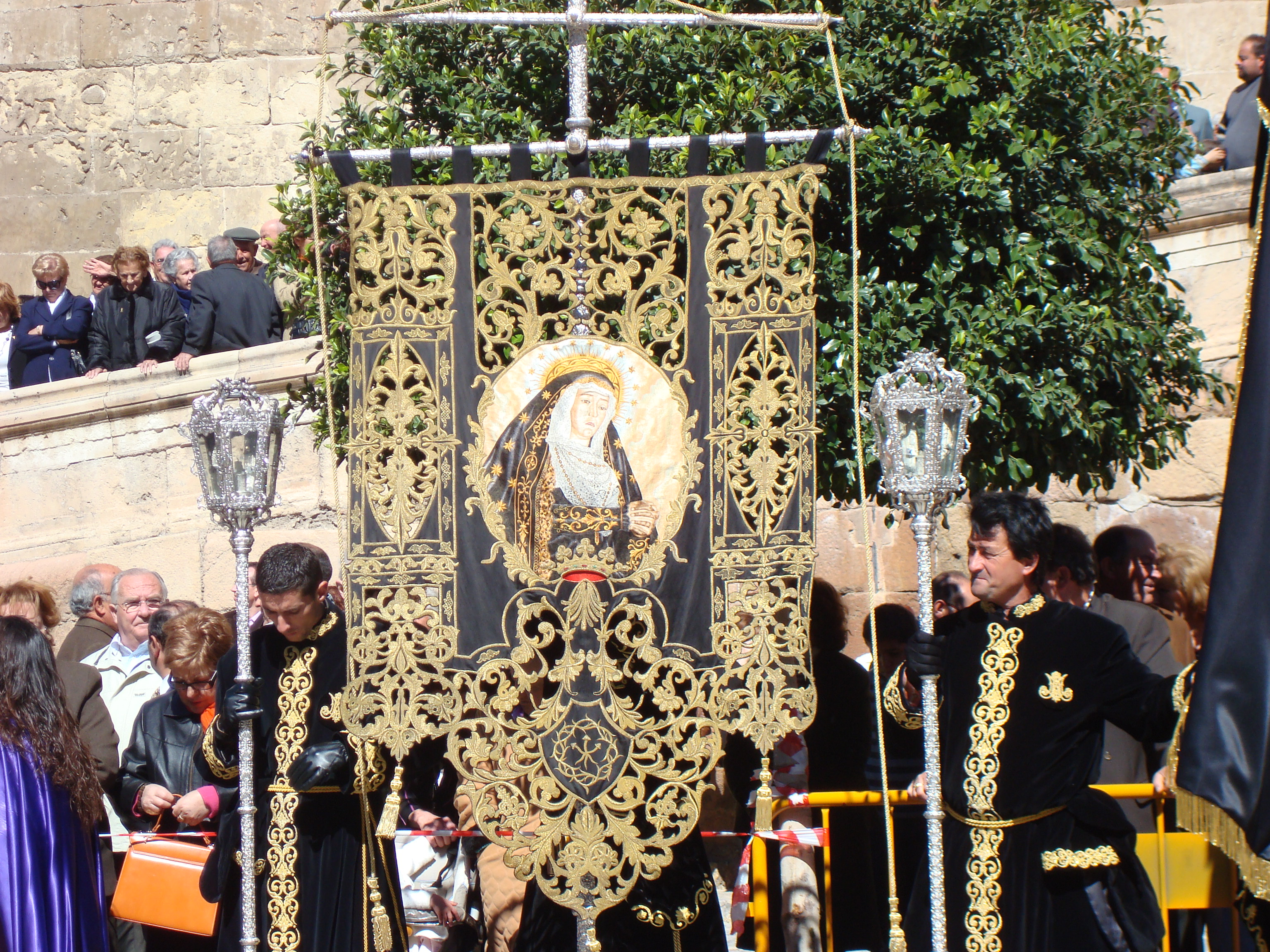
Estendard guió del Pas Negre

L'Hermandad de la Curia compta també en el seu remot origen, en aquest cas a la confraria de Nuestra Señora de los Dolores en el Pas del Prendimiento, fundada el 1725, una confraria que seria reorganitzada el 1874 pel Col·legi d'Advocats i Procuradors, circumstància de la que prové el seu nom actual. Presidiria la processó del Dimecres Sant fins a 1932.
Després de la Guerra Civil espanyola, la nova imatge titular serà la Virgen de la Soledad, obra de José Sánchez Lozano. El color que la caracteritza avui ve donat de la seva substitució en aquells anys de la desapareguda confraria coneguda amb els negres-servites, que estava constituïda en l'església de Sant Mateu, d'on li prové el nom. Presideixen la processó (desfilada bíblico-passional) del Diumenge de Rams.
El 1977 es traslladen des de Sant Mateu a Sant Patrici, organitzant des de llavors la processó a la seva Titular la nit del Dissabte Sant.

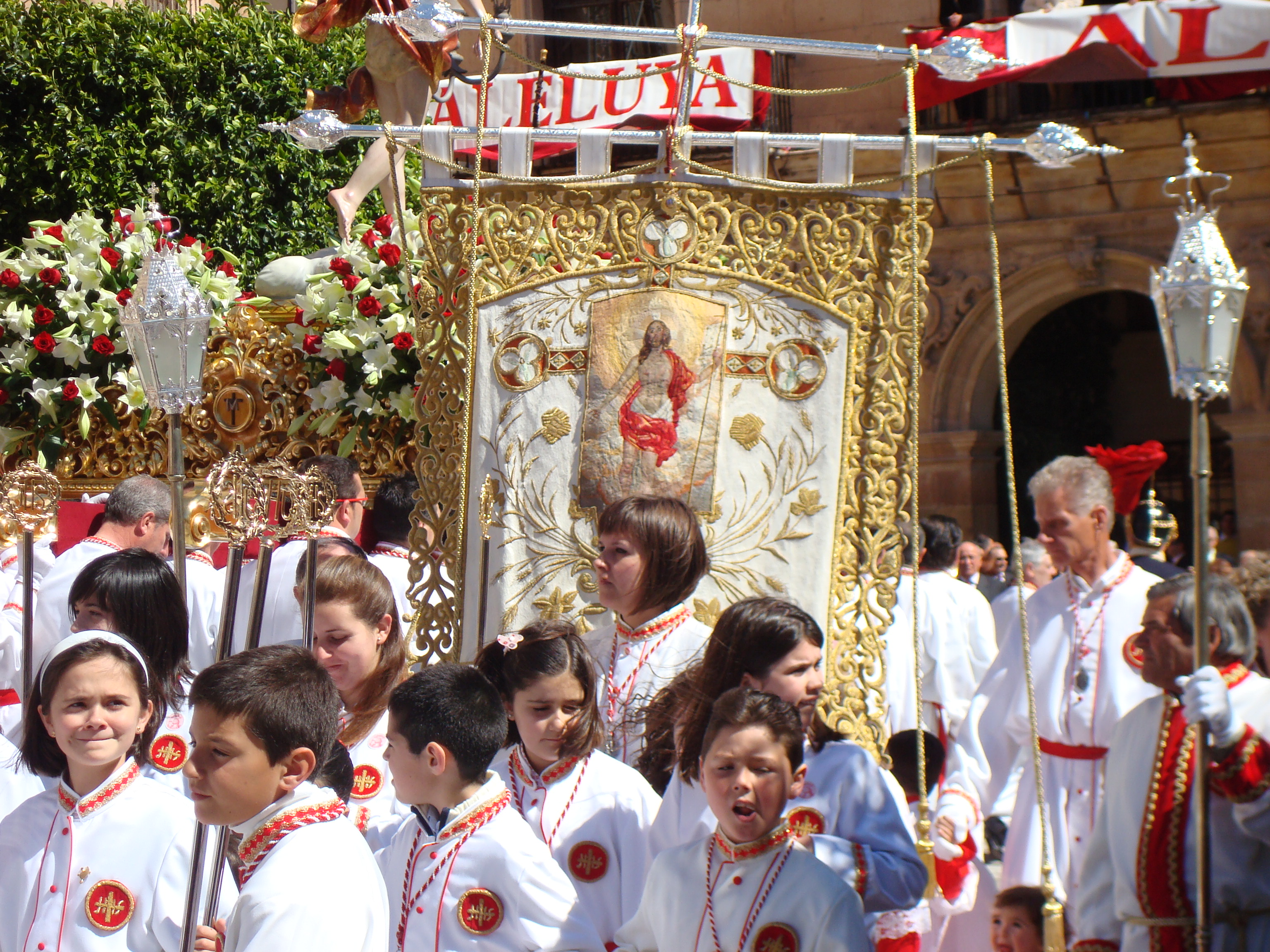
Archicofradía del Resucitado

### Archicofradía del Resucitado
Encara amb antecedents històrics de la celebració de la Resurrecció ja el 1601, les primeres constitucions conegudes d'aquesta Archicofradía de Jesús Resucitado daten de 1764.
La primera processó del Ressuscitat surt el 1801 amb la seva imatge Titular, obra de l'escultor murcià Roque López. Fou de les poques imatges que sobrevisqueren a la Guerra Civil espanyola.
Encara que la seva seu fundacional fou l'església de Santa Maria, en quedar aquesta en ruïnes després de la guerra, es traslladà a l'ex-Col·legiata de Sant Patrici.

## Les Processons i les Desfilades Bíblico-Passionals

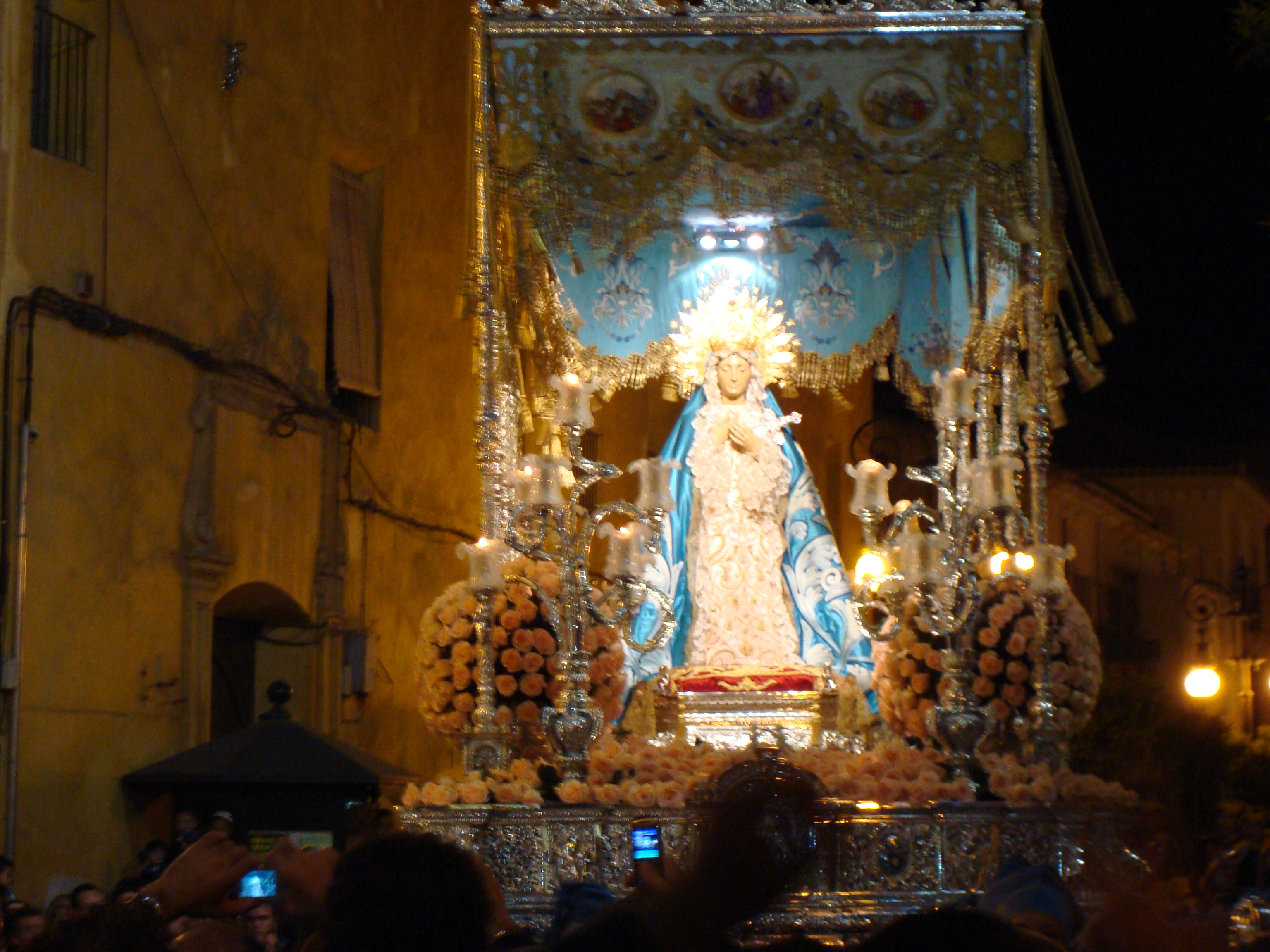
La Verge dels Dolors a la sortida de Sant Francesc

### Divendres de Dolors
La primera de les desfilades bíblico-passionals té lloc la tarda del Divendres de Dolors. Data de 1800 i la presideix el Pas Blau, que aquest dia commemora la festivitat de la seva Titular, la Verge dels Dolors.
El Pas Blau posa en escena gran part del seu patrimoni artístic com els estendards de Cayuela, que daten de principis del segle xx, catalogats com a Béns d'Interès Cultural.
El tron de la Verge dels Dolors, amb la imatge realitzada l'any 1941 per José Capuz sota el pal·li brodat en seda per Francico Cayuela, tanca la desfilada. Acompanyen la imatge una escorta de 12 natzarens, els 7 Dolors de la Verge i els Quatre Evangelistes amb l'arcàngel Gabriel a cavall com a testimonis de la Redempció. La precedeixen centenars de dones amb mantellines, vestides de dol.

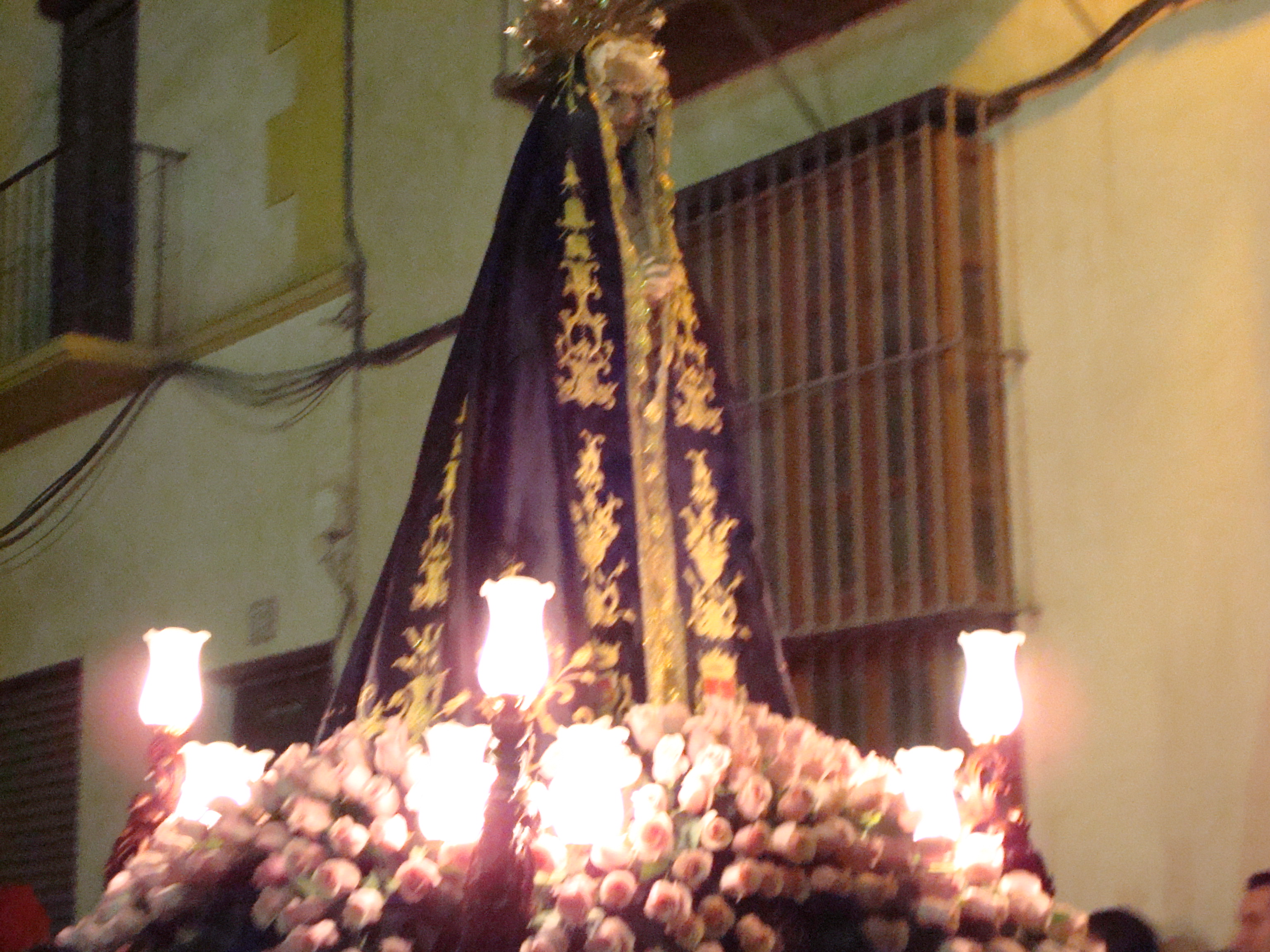
La processó pels carrers del nucli antic

### Dissabte de Passió
L'entorn de l'antiga Col·legiata de Sant Patrici i els carrers antics a l'entorn de la Plaça d'Espanya acullen la nit del Dissabte de Passió la processó de la Cúria, organitzada pel Pas Negre.
Es tracta d'una processó de tall tradicional, no d'una desfilada bíblica. L'austeritat és l'element bàsic d'aquesta, en la qual processiona la imatge de la Verge de la Soledat, obra de José Sánchez Lozano. Les representacions de la resta de pasos es limiten a la presència del seu estendard.

### Diumenge de Rams

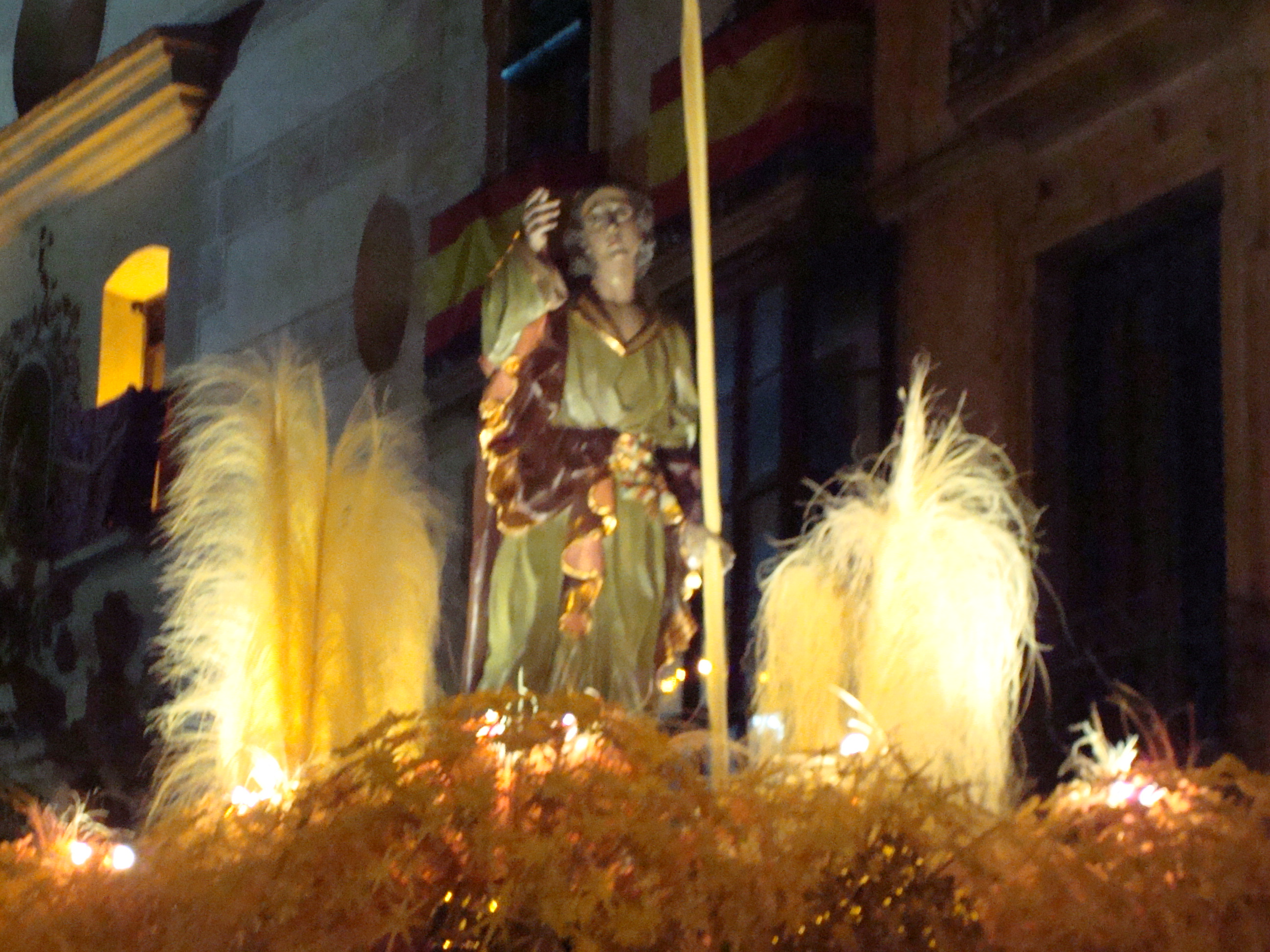
Sant Joan de la Palma desfila el Diumenge de Rams

La segona desfilada bíblica dels llorquins té lloc la tarda del Diumenge de Rams en un seguici que, malgrat estar presidit per l'Hermandad de la Curia, té com a principal protagonista el poble hebreu, del Pas Blanc.
La representació Bíblica del Pas Blau és romana, etíop i fonamentalment egípcia, destacant les figures del Faraó Ptlomeu i la princesa Meiamén, que salvà Moisès de les aigües del Nil. Dins del Grup del faraó apareixen també les 7 bigues i els quasi 1000 figurants que formen part d'El triomf de Josep.

La representació Bíblica del Pas Blanc és hebrea, destacant els reis David i Jacob, acompanyats del seu seguici i el grup més característic d'aquesta processó, el Poble Hebreu, que desfila pels carrers de Llorca des de 1855. 

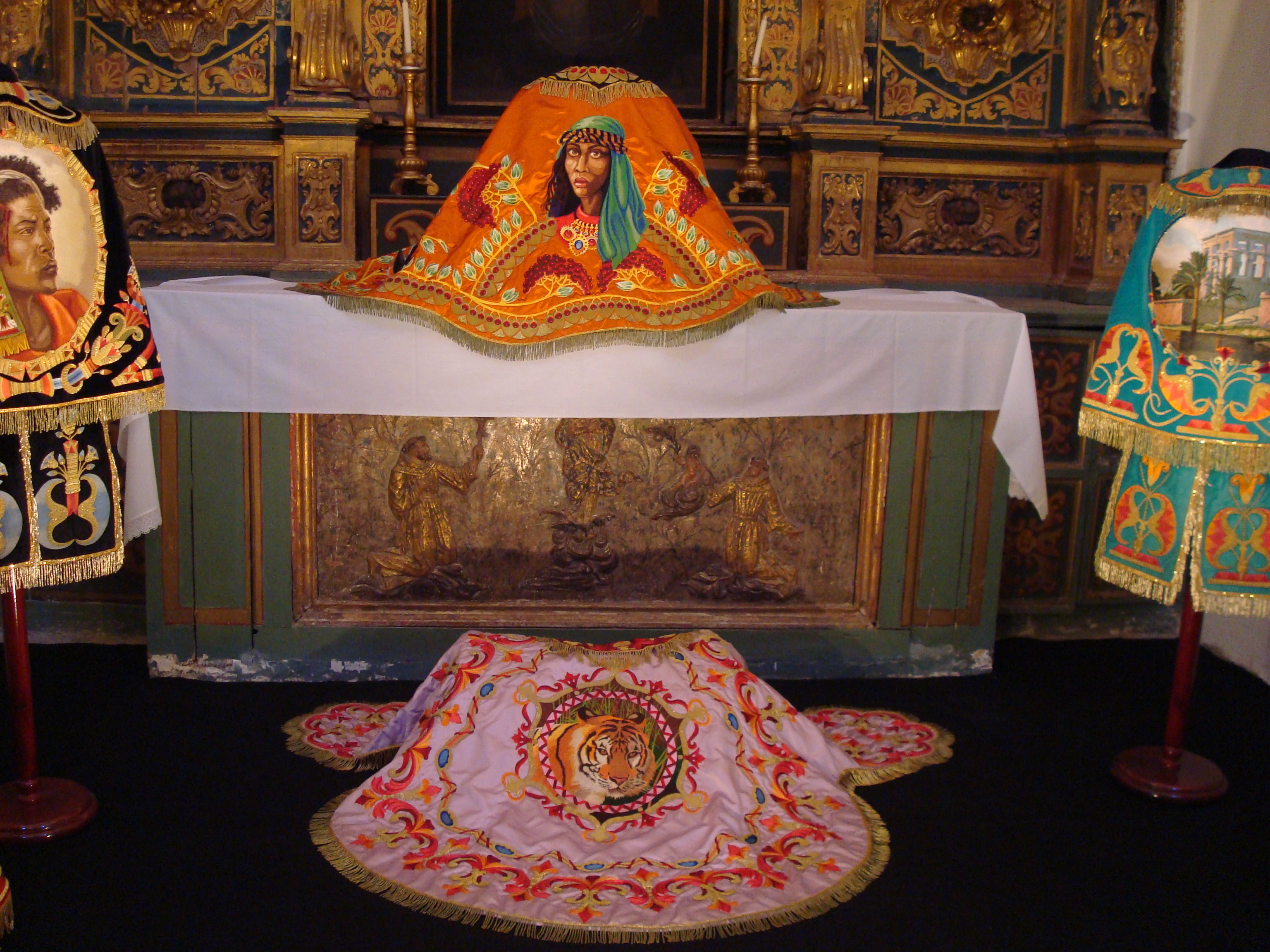
Mantellines brodades del Pas Blau

 Participen milers de blancs i blanques vestits amb túniques, celebrant l'entrada de Jesús de Natzaret, portant palmes, branques d'olivera i repartint caramels. Rere seu desfila, en un tron i ornamentada amb palmes, la imatge de Sant Joan Evangelista de Castillo Lastruces (1973).
Tanca la processó la imatge Titular del Pas Negre, la Verge de la Soledat, escortada per majordoms amb toga, tradició de l'Hermandad. El mantell és una obra realitzada en vellut negre, brodat en or i sedes. A la part superior presenta dos escuts brodats en or: a la dreta, l'Ajuntament de Llorca, i a l'esquerra el Col·legi d'Advocats de Llorca. A la part inferior presenta tres medallons brodats en seda: el central representa una imatge de la Pietat Vaticana de Miquel Àngel i dos medallons a ambdós costats que representen uns àngels, inspirats en el model iconogràfic de la Capella Sixtina.

### Dijous Sant

#### Desfilada Bíblico Passional

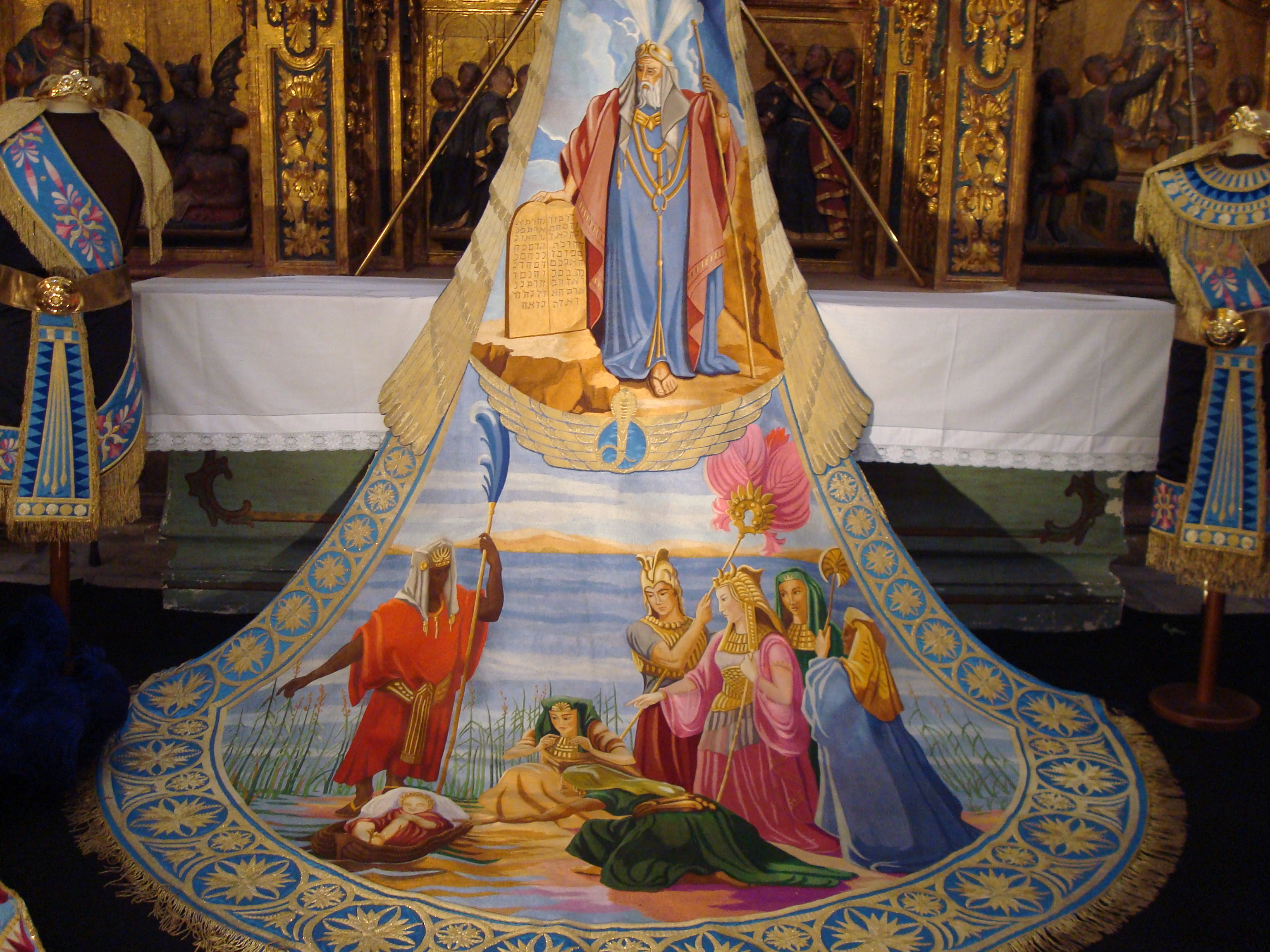
El mantell de Moisés en el Nil, del Pas Blau

El Dijous Sant té lloc la primera de les dues grans desfilades bíbliques. Tant blaus com blancs treuen al carrer gran quantitat d'elements a cavall, grups complets d'Egipte, el poble jueu o símbols del Triomf del Cristianisme, així com alguna de les grans carrosses que ocupen completament l'ample de l'Avinguda.
Destaquen dos aspectes dins aquesta processó: el seguici bíblic, que aquesta nit representa el sofriment del poble hebreu a mans de les civilitzacions que el sotmeteren, com Egipte, Babilònia i Roma; i el seu sentit religiós i passional, en què es reflecteix el patiment de Jesús de Natzaret durant l'Últim Sopar, moment en el qual s'instaura l'Eucaristia, com a prèvia a la seva mort.
Caracteritzant als personatges de l'Antic Testament, els membres de les confraries llorquines, vestits amb rics mantells, desfilen a cavall, en bigues, quadrigues i carrosses.

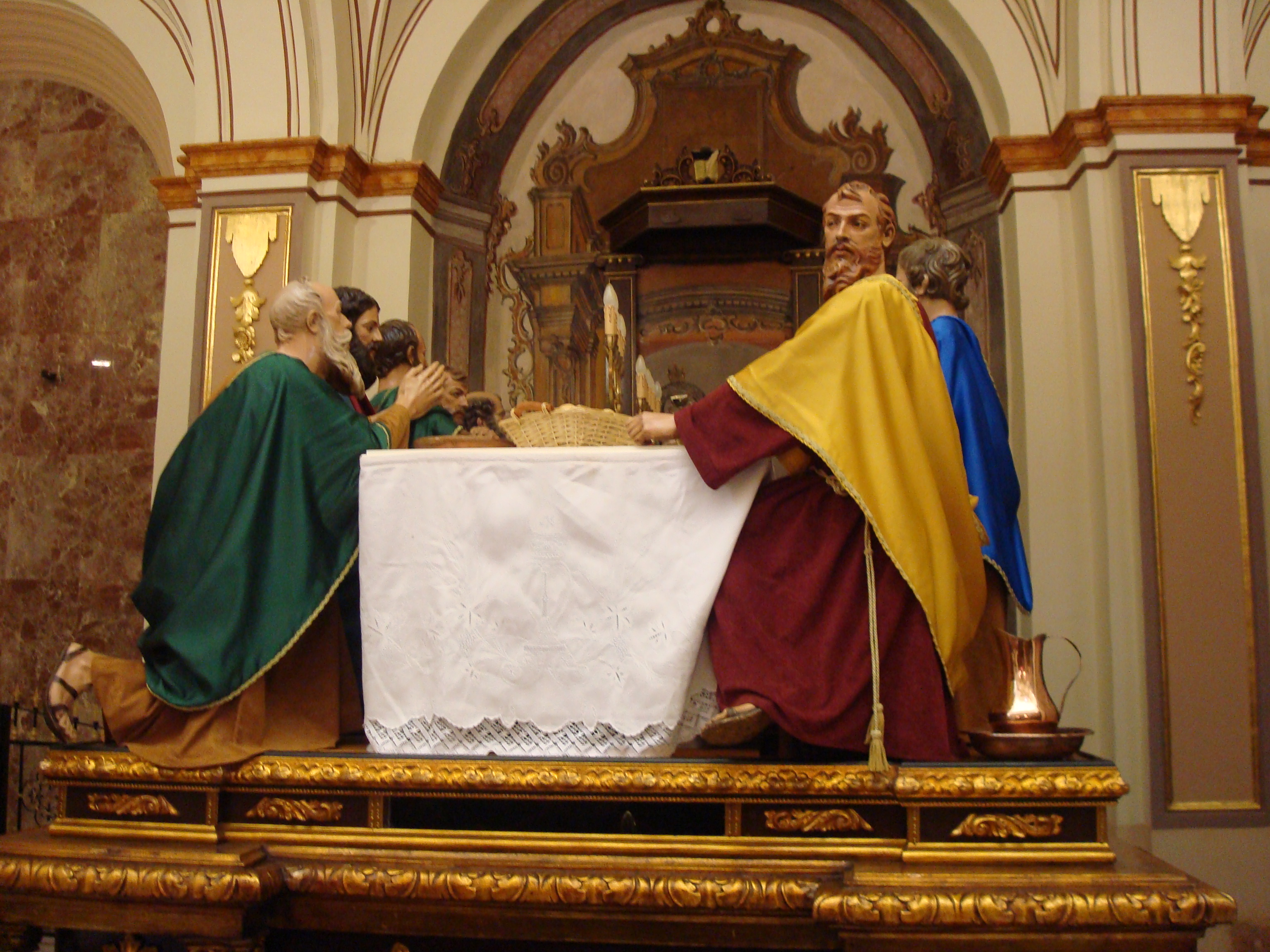
L'Últim Sopar

La Cofradía del Santísimo Cristo del Perdón, el Pas Morat, presideix la processó del Dijous Sant des de l'any 1800. Aquesta tarda mostra tot el seu patrimoni artístic a l'anomenada Processó del Perdó. En primer lloc destaquen els seus quatre trons que apareixen en aquest ordre: Últim Sopar, de Nicolás Salzillo, (1700), i José Jerique, (1953), Jesús Natzarè del Perdó, de Roque López, (1787), Mont Calvari, anònim, i Maria Santíssima de la Pietat, d'Antonio García Mengual, de 1982. També figura a la processó la imatge del Santíssim Crist de la Misericòrdia, portada pels Hermanos del Socorro.

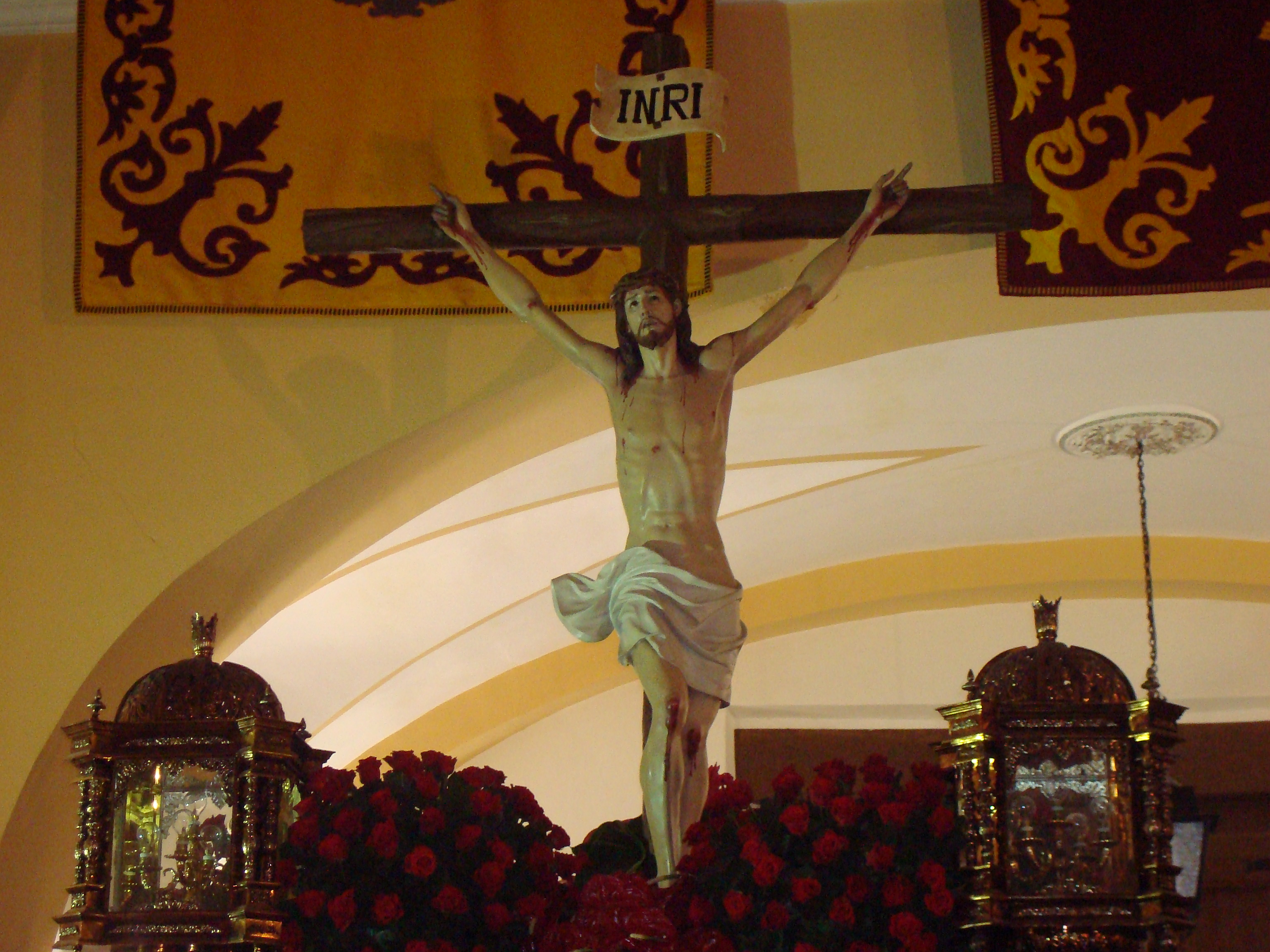
Crist de la Sang, Pas Encarnat

#### Processó del Silenci
Finalitzant la Desfilada Bíblica de la tarda del Dijous Sant, des del Barri de Sant Cristòfor surt la Processó del Silenci, un seguici totalment diferent, sense grups bíblics, que organitza el Pas Encarnat.
Tres imatges desfilen aquest dia: el Senyor de la Penitència, obra de José Hernández Navarro el 1999, la Verge de la Soledat, de José Sánchez Lozano el 1963, i el Titular de la Confraria, el Crist de la Sang, de José Jerique Chus, 1948. Totes tres recorren els carrers del barri enmig d'un ambient d'estricte religiositat. Participen en la processó totes les confraries amb els seues estendards i una representació dels Coloraos de Múrcia. El silenci només és trencat amb la melodia de la Banda de tambors, cornetes i gaites del Pas Encarnat.

### Divendres Sant

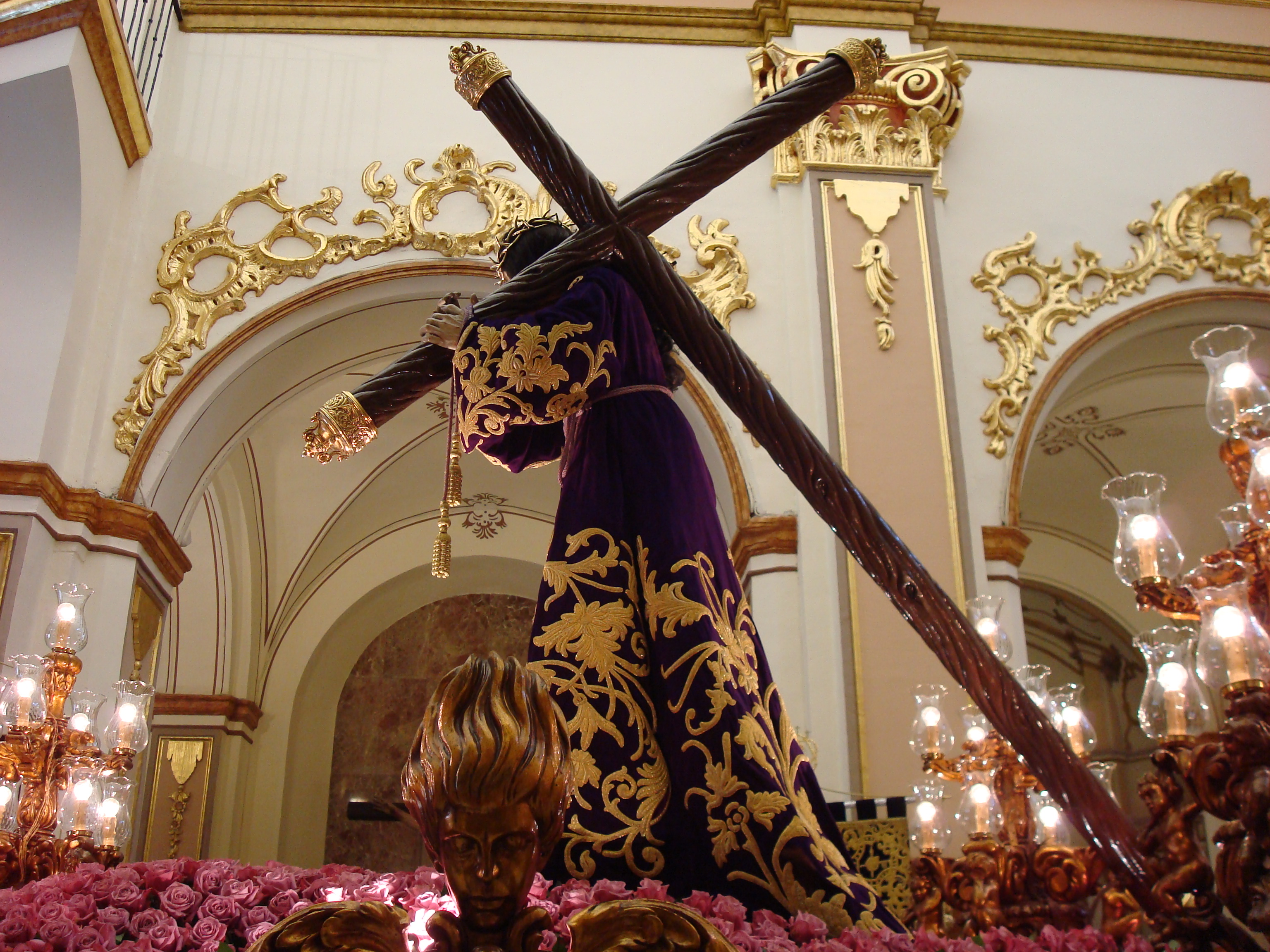
Una de les imatges del Pas Morat

És el dia més destacat de la Setmana Santa llorquina. Abans de començar el recorregut per les seus de les confraries per veure l'exposició dels estris que desfilaran a la Desfilada Bíblica de la tarda, té lloc el Via Crucis al Calvari.

#### Via Crucis al Calvari
El matí del Divendres Sant, el Pas Morat organitza un Via Crucis en el qual desfilen les tres imatges d'aquesta Confraria (Sant Joan, el Crist del Perdó i la Dolorosa), encaminant-se a una ermita commemorativa del Calvari als afores de Llorca. El rés de les estacions es fa d'una forma peculiar des d'antic pels anomenats rezaores.

#### Desfilada Bíblico Passional
La de Divendres Sant és la més important de les desfilades que tenen lloc a la Setmana Santa llorquina. Milers de persones assisteixen al seguici, el més concorregut per les diferents confraries llorquines, que presenten el més destacat del seu patrimoni.

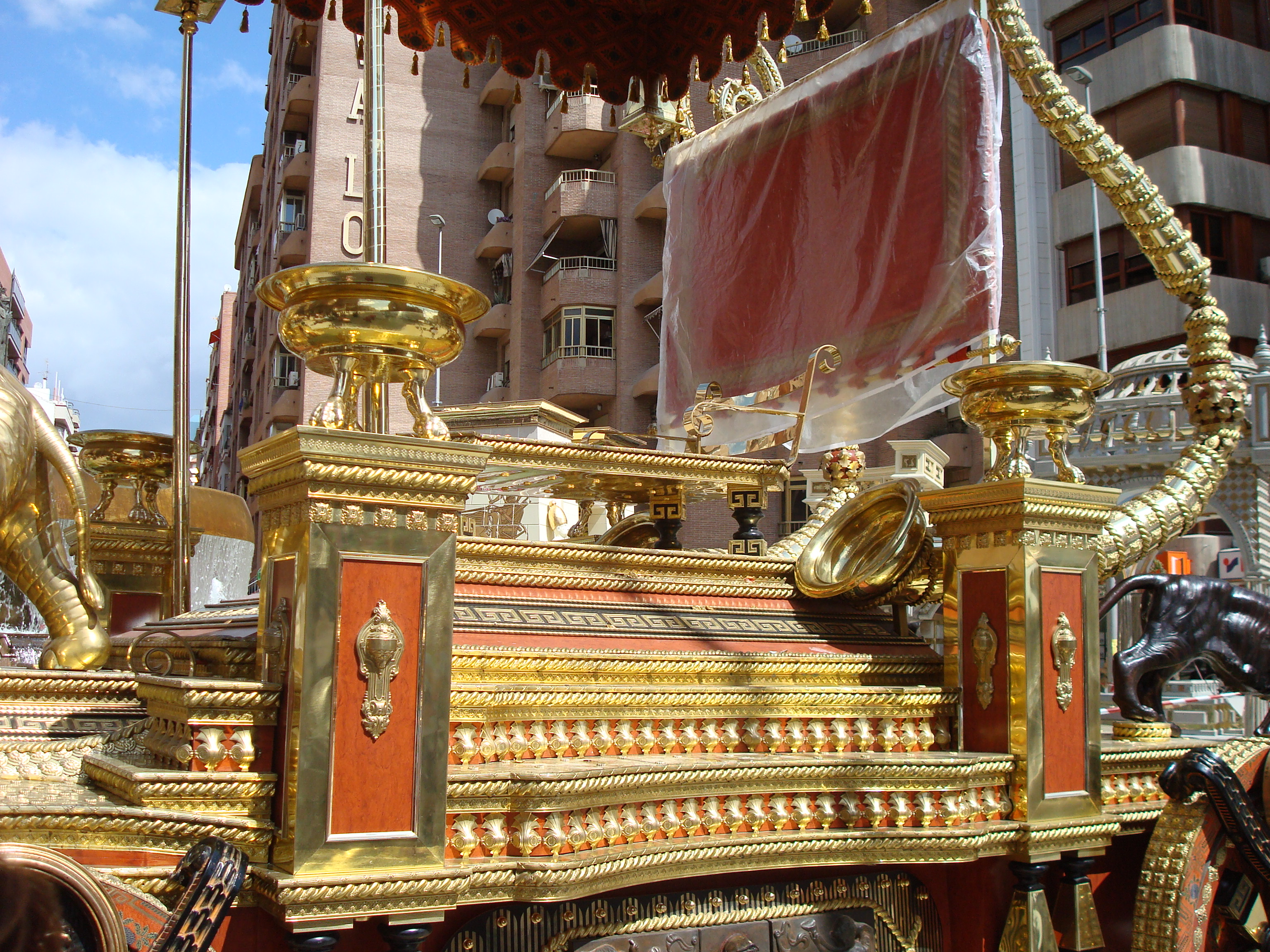
Carrossa de Juli César

Presideix el seguici el Pas Blanc amb el seu estendard. A continuació desfila el Pas Encarnat amb les imatges de la Santíssima Verge de la Soledat Coronada i el Santíssim Crist de la Sang. El Pas Morat intervé amb la seva Processó de la Verge de la Pietat i del Titular de la Confraria. El seguici del Pas Blau representa el camí recorregut pel patriarca Moisès i el seu poble, passant per les civilitzacions d'Egipte i Roma fins a arribar al destí final, el Triomf del Cristianisme i la Redempció de la Humanitat. Obre la processó del Pas Blau l'estendard de la Santíssima Verge dels Dolors. A continuació desfilen els exploradors que Moisès envià a la terra promesa. La infanteria romana i la primera bandera del pas introdueixen als personatges d'Antíoc IV Epífanes, la profetessa Débora i Ptolemeu IV Filopator. Arriba l'entrada de Sesac, Faraó d'Egipte, a Jerusalem, Moisès, Meiamén i les profetesses egípcies. Roma, amb la carrossa de Juli Cèsar, Cleòpatra, que desfila en una gran llitera, la cavalleria egípcia, Marc Antoni i Neró.
Tot seguit, les quadrigues de la Dinastia dels Flavis, la cavalleria romana i Tiberi anuncien l'arribada del Triomf del Cristianisme, representat per la Cavalleria del Triomf i la Carrossa de l'Àngel Caigut.

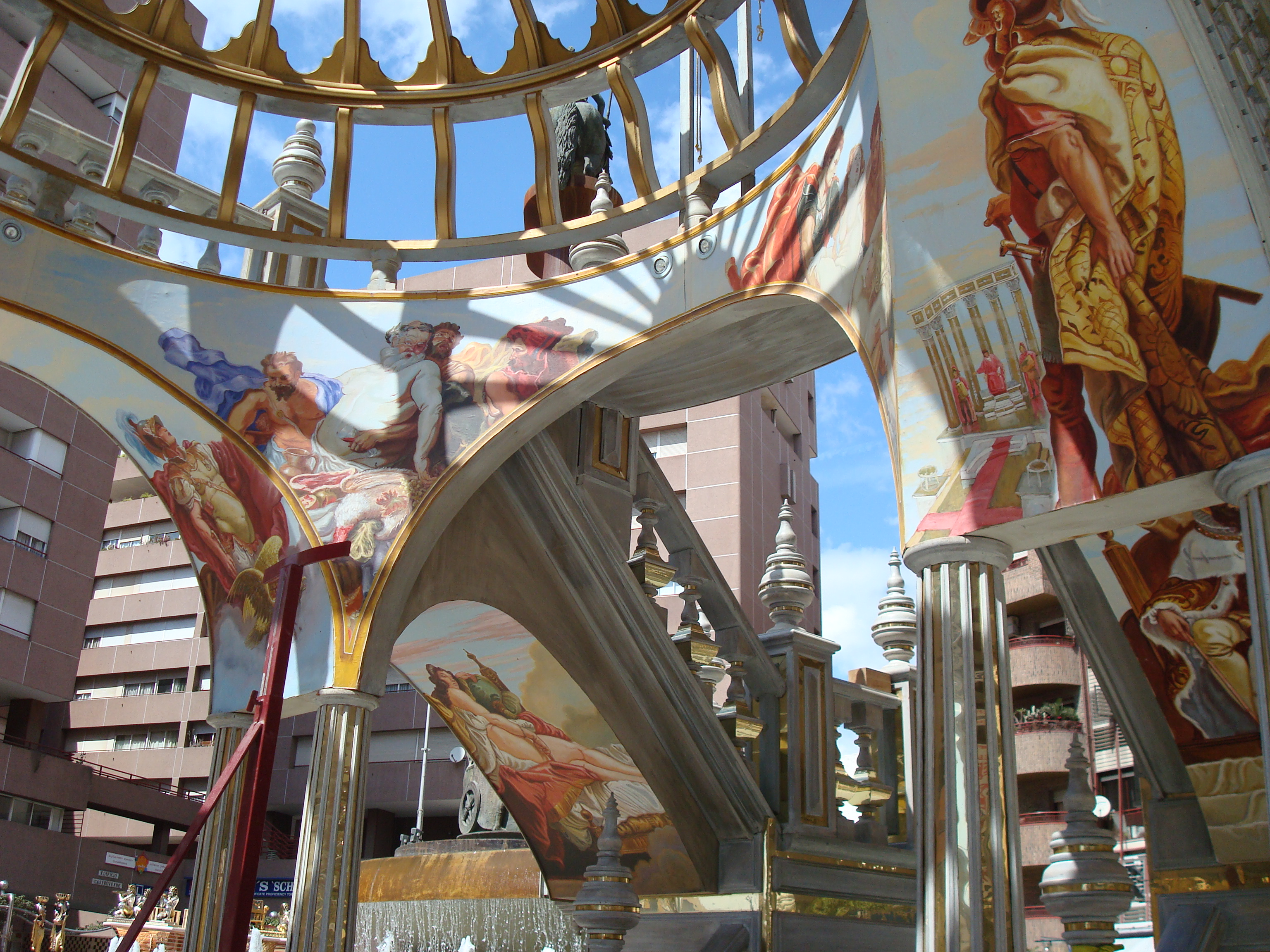
L'Àngel Caigut

Rere la representació bíblica blava, sis natzarens de ras introdueixen el seguici passional: el Triomf de la Redempció.
Arriba el Tron de la Santa Creu, el Gran Penitent, Simeó i Platos que anuncien el drama. L'estendard del Crist Jacent, obra d'Emiliano Rojo, els natzarens que els segueixen i els diaques precedeixen a la imatge del Santíssim Crist de la Bona Mort en tron portat per 90 porta-pasos, acompanyat per la Banda de tambors i cornetes i tres natzarens. A continuació els estandards de l'Àngel Velat, Sant Joan i la Magdalena i El reflex.
Els 12 natzarens de la Verge i una creu guia precedeixen al Tron i Sagrada Imatge de la Santíssima Verge dels Dolors. Els 7 natzarens que representen els 7 Dolors de la Verge, els Quatre Evangelistes que l'escorten a cavall i els natzarens clausuren el Seguici Blau.

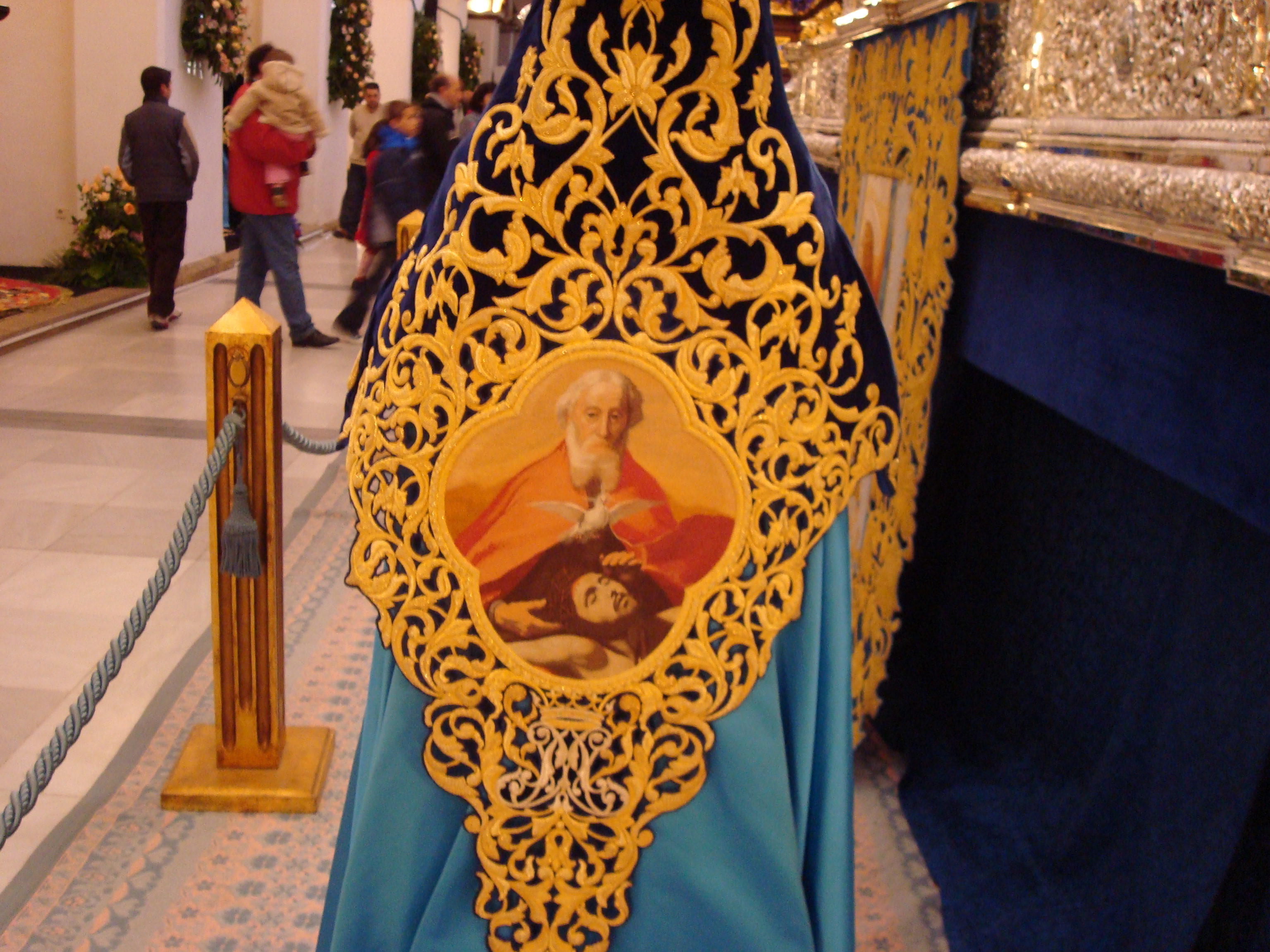
Detall d'un dels Natzarens de la Verge

L'estendard Guión del Paso Negro separa el Seguici Blau del Blanc.
El Pas Blanc culmina aquesta processó amb el Seguici de la Salvació, el camí cap a ella a través de les civilitzacions romana, babilònica, assíria i persa, presents a l'Antic Testament, totes elles opressores del poble jueu, fins a trobar-la a l'evangeli segons Sant Joan, en el Nou Testament.
Inicia el Seguici Blanc l'estendard Guión, la Bandera del Pas Blanc i els Natzarens del Cabildo. Arriba el grup de Roma amb les carrosses d'August i les quadrigues de Teodosi I el gran, Marc Licini Licinià i Constantí I el Gran, tancant el seguici la de Marc Aureli Valeri Magenci.
Segueix el grup a cavall format per Santa Helena, Constanci I Clor i Fastua, després una cavalleria romana formada per un llegat i cinc tribuns. Finalitza el conjunt de Roma la Cavalleria Imperial composta per Dioclecià, Maximí Daia, Galeri i Julià l'Apòstata.

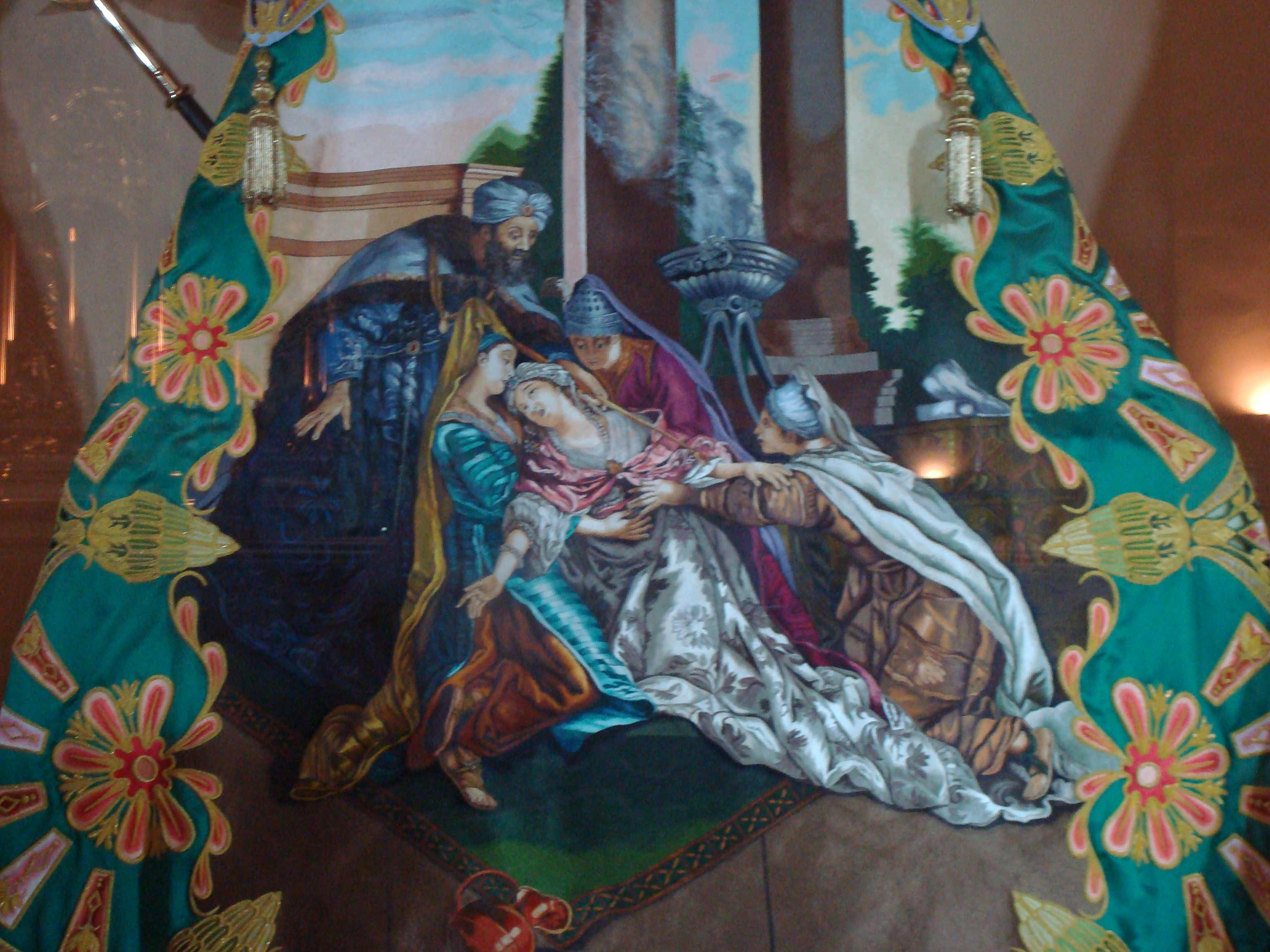
Mantell d'Esther

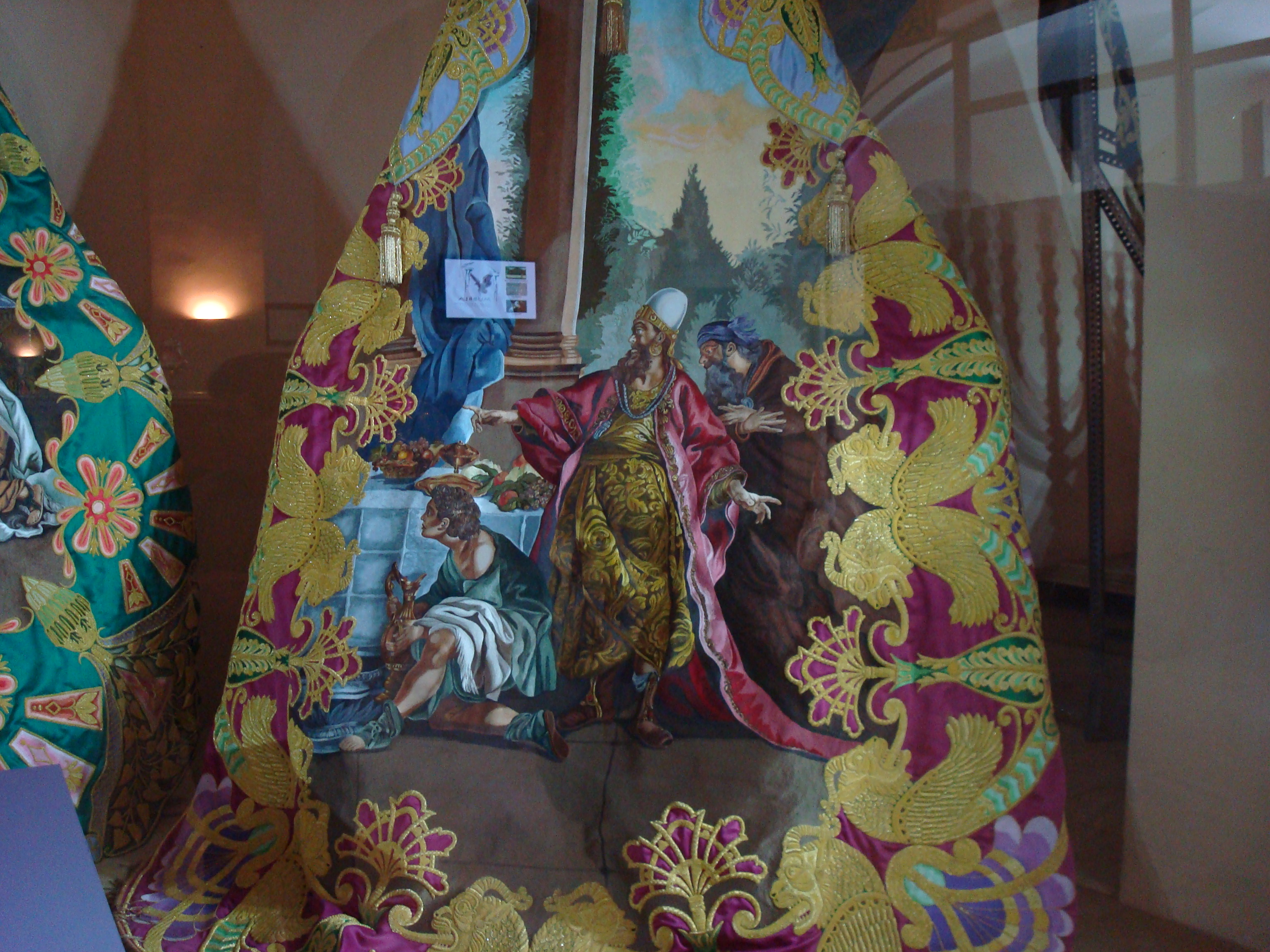
Mantell d'Asuero

Arriben les Tribus d'Israel. Primer el grup del rei David, format pel mateix rei, la cavalleria de les seves esposes i la infanteria jueva. Després, el grup del rei Salomó, que desfila en una biga, precedit de la seva cort i del Cavall del Respecte, l'únic sense muntura. El segueix la cavalleria del rei i els heralds. El segueix el grup de Balkis, Reina de Sabà, amb Menelik I, la cort d'esclaves del regne i la mateixa Reina en una espectacular carrossa. Tanca la processó bíblica el Grup del Cisma de les Tribus d'Israel: la cavalleria de les deu tribus del regne del Nord, encapçalades per Jeroboam, i la cavalleria de les dues tribus del Sud, amb Roboam i els caps de les Tribus.

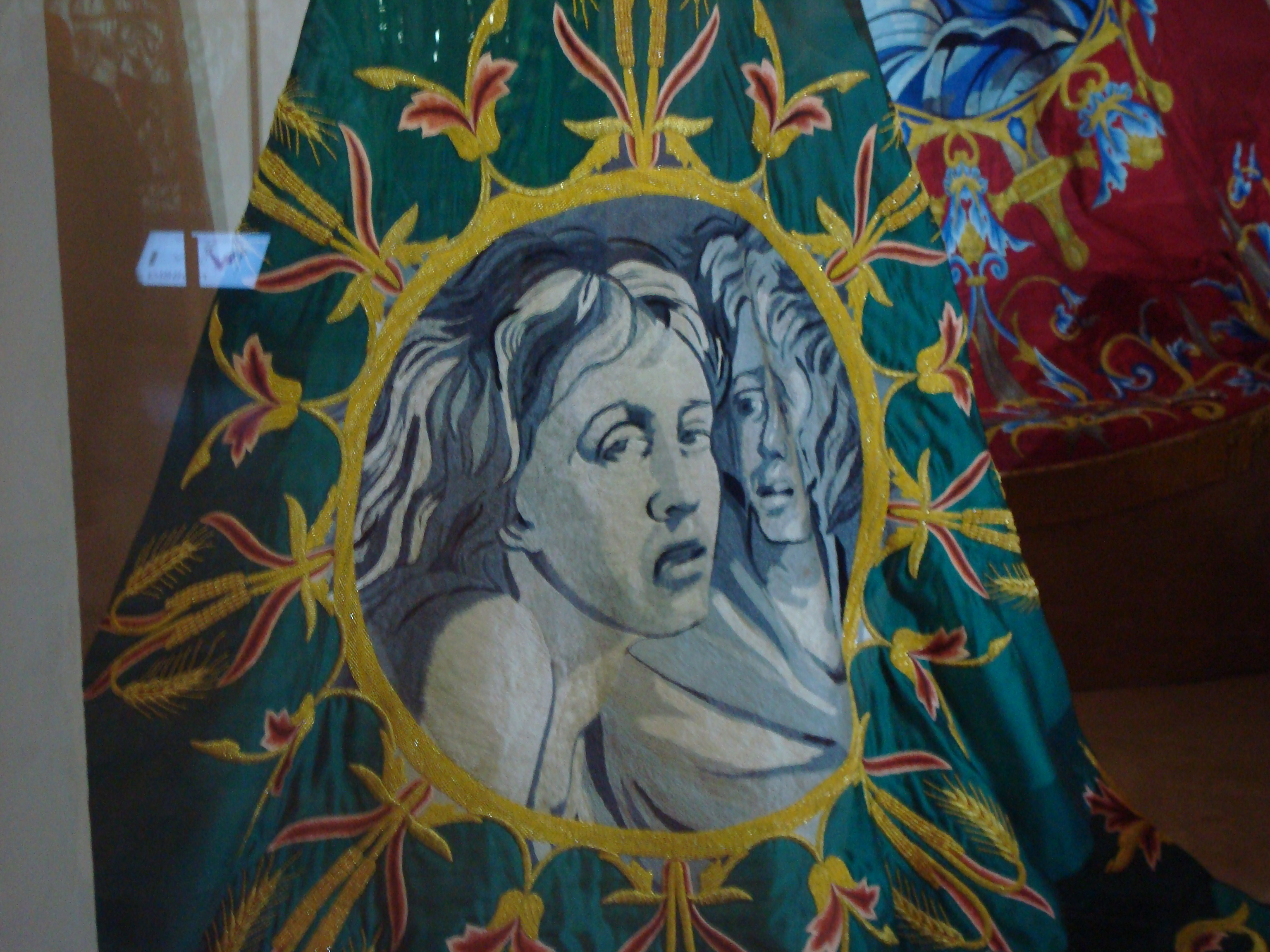
Mantell de La Pesta

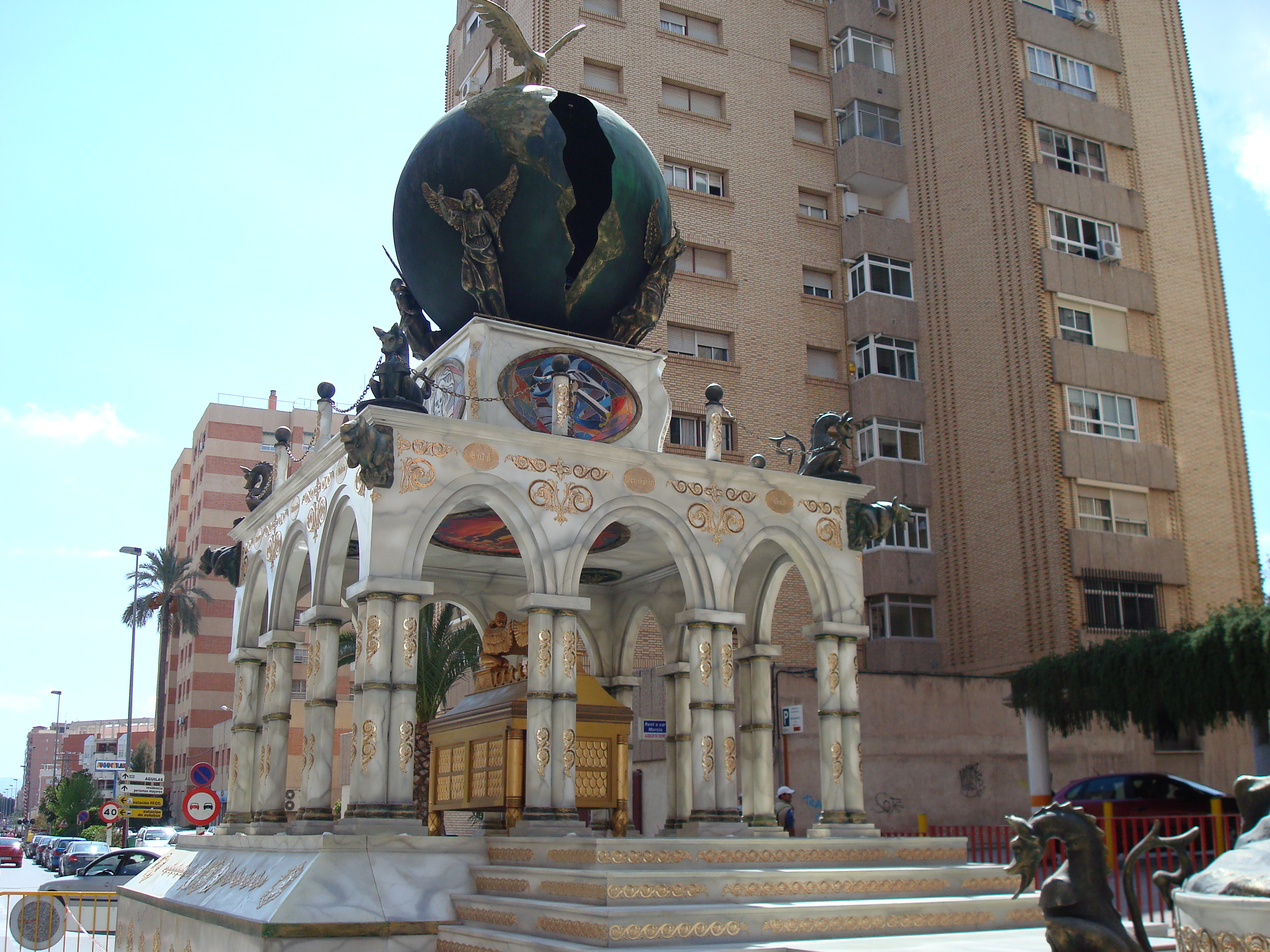
Visió de Sant Joan

La Bandera centenària introdueix el Seguici Religiós i anuncia l'arribada del Grup de la Visió Apocalíptica de Sant Joan, on es poden reconèixer personatges com Àtila, Alexandre el Gran o Mahoma, després la Carrossa de la Visió de Sant Joan i rere seu els quatre genets de l'Apocalipsi. Rere d'ells la talla de Sant Joan Evangelista, en un tron. Els porta-pasos del tron desfilen seguint les directrius que marca el ritme musical de la Banda de Tambors i Cornetes del Pas Blanc. Rere el grup santjoanista arriba l'Estendard de la Santa Faç i els natzarens de la Santa Verònica que precedeixen a la imatge de la Santa Dona Verònica en tron realitzat en plata i dut per dones porta-pasos.

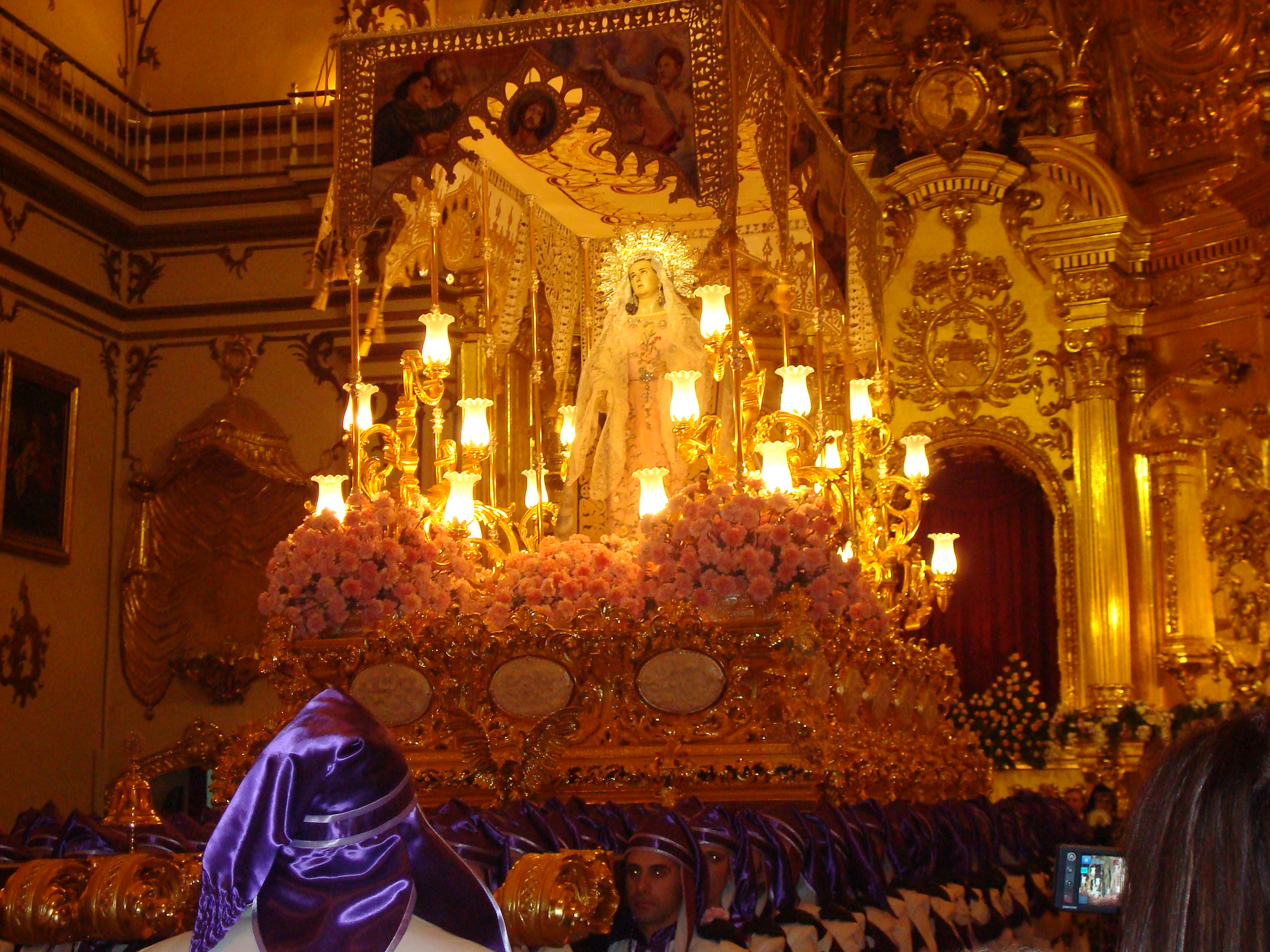
La Verge de l'Amargor

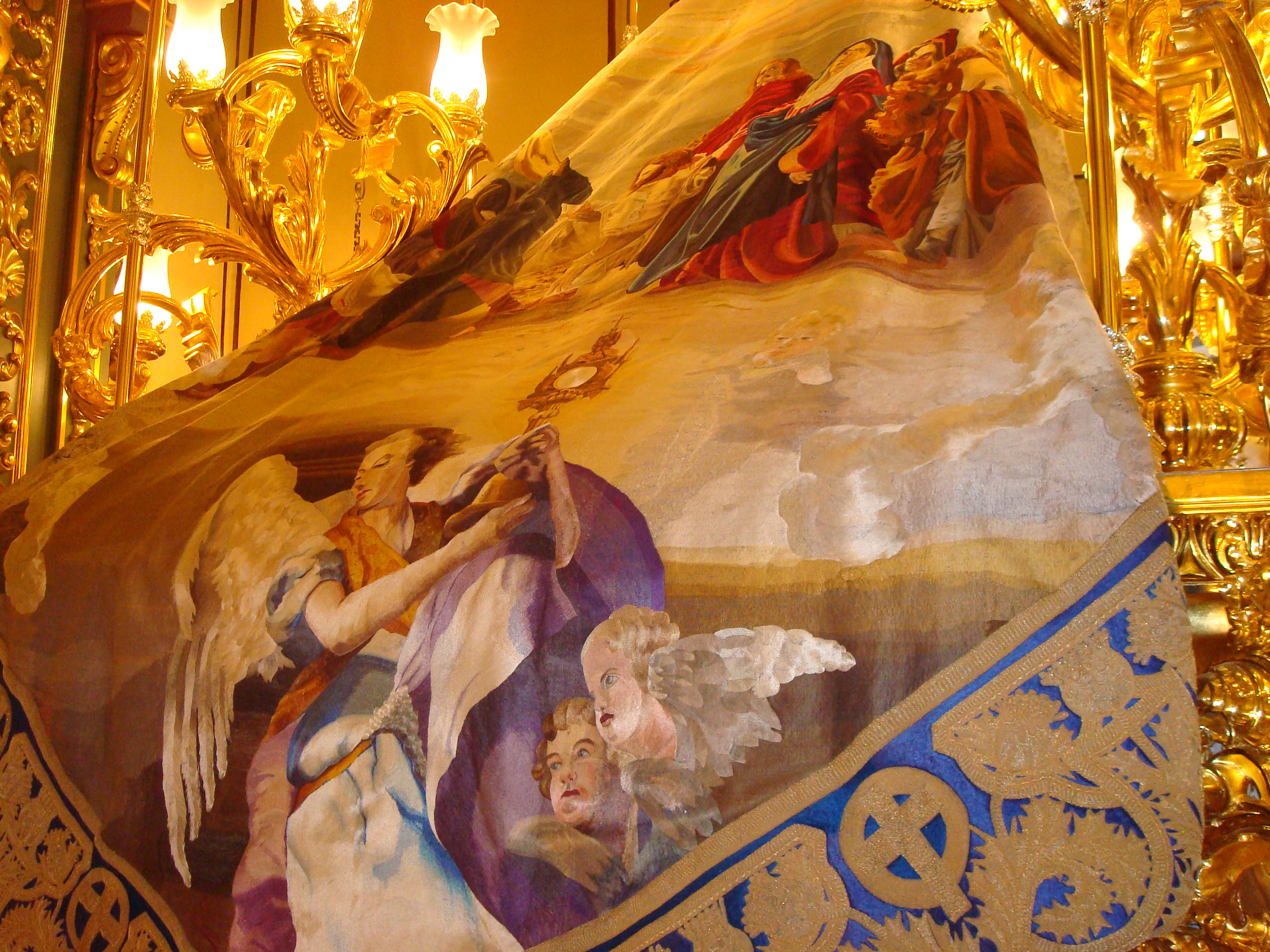
Mantell de la Verge de l'Amargor

Es fa el silenci per rebre l'Estendard de la Santíssima Verge de l'Amargor. A continuació els natzarens que representen els Misteris del Rosari, els brodats dels quals recorden diferents estils arquitectònics, precedeixen el tron de la Santíssima Verge de l'Amargor. Es tracta d'una talla realitzada a imatge de l'original, obra de Franscico Salzillo, i desapareguda durant la Guerra Civil espanyola. Només desfila la nit del Divendres Sant. Duu un mantell brodat en punt curt, obra d'Emilio Felices l'any 1928. El pal·li de la Verge és obra del mateix autor. Tanca el grup els Majordoms de la Verge i del Pas Blanc.

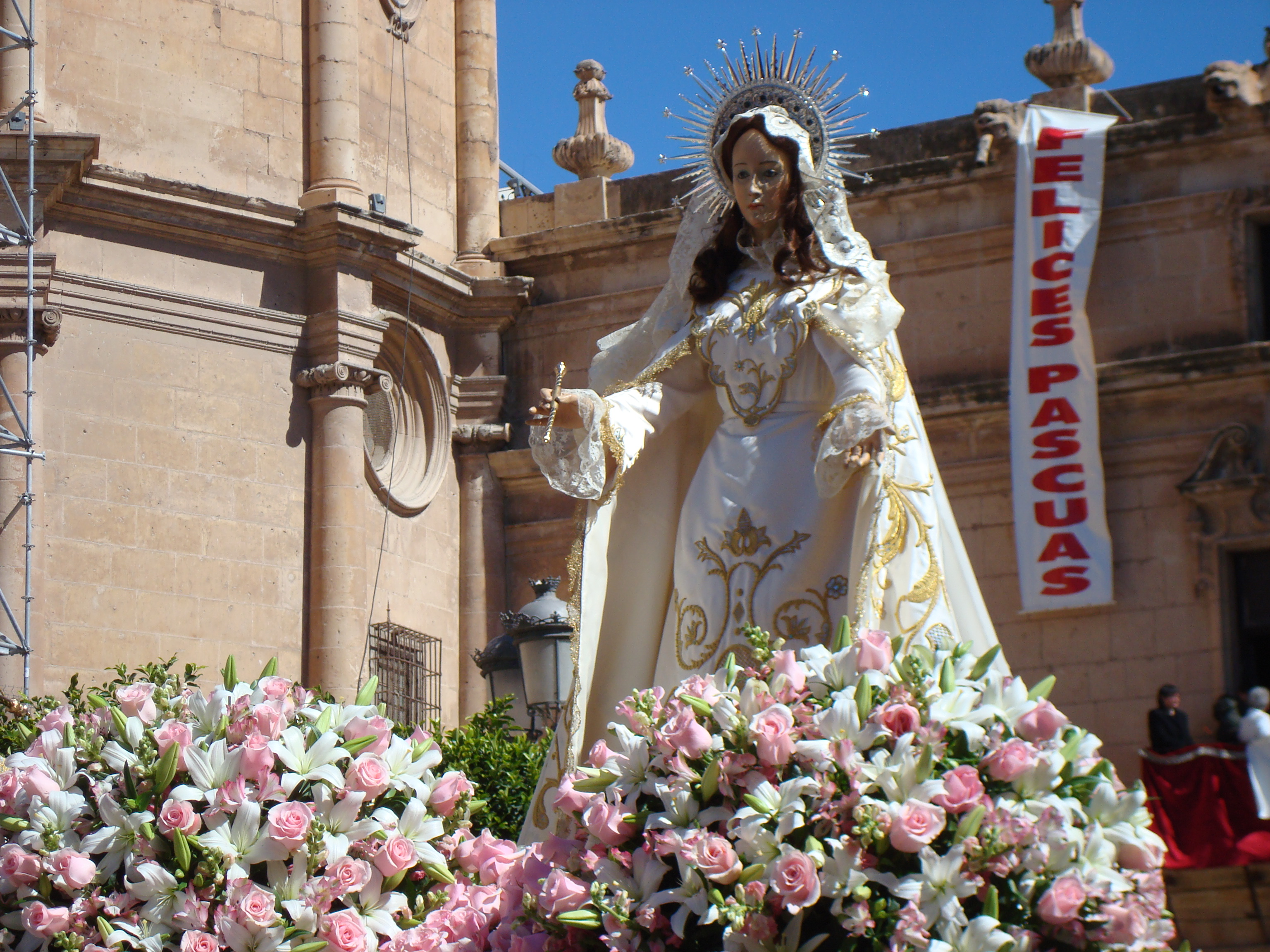
Verge de l'Encarnació

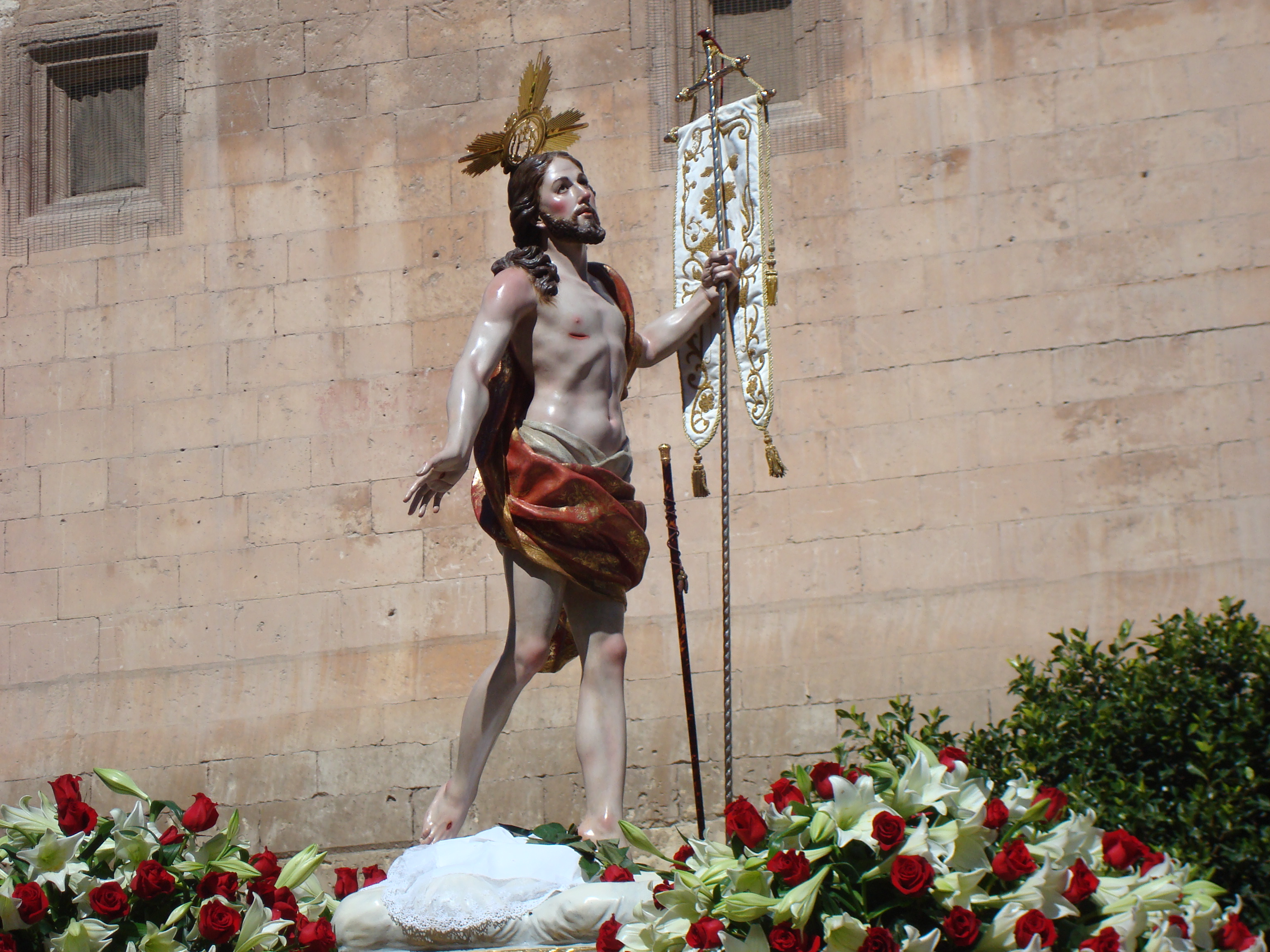
Jesús Ressuscitat

### Diumenge de Resurrecció
El matí del Diumenge de Resurrecció té lloc l'última de les processons llorquines: la de la Resurrecció, que partint de la Col·legiata de Sant Patrici desfila per bona part del centre històric llorquí amb les imatges de Nostre Senyor Ressuscitat i Maria Santíssima de l'Encarnació i Assumpció.

## Altres actes de la Setmana Santa
Al marge de les desfilades bíbliques i les processons, la Setmana Santa llorquina compta amb altres actes destacats.
El primer d'ells, la Serenata a la Verge dels Dolors, té lloc la vigília del Divendres de Dolors, quan a darrera hora, centenars de blaus es congreguen a la porta de l'església de Sant Francesc, seu de la seva Confraria, per a felicitar a la seva manera al seu Titular el dia de la seva festivitat.
Un altre acte característic de la Setmana Santa llorquina té lloc cada tarda, poc abans de les desfilades bíbliques. Les banderes dels pasos s'han col·locat en determinats indrets del nucli antic llorquí, on l'esquadra romana i un grup de majordoms, sota els himnes dels pasos (El Tres en cas dels blancs, Les Caretes en el dels blaus) van a recollir-les acompanyats dels seguidors, que duen i agiten mocadors amb els colors del seu pas.
Finalment, el matí del Divendres Sant el Pas Morat organitza un Via Crucis que es duu a terme seguint les antigues oracions que pronuncien els rezaores.